# Tweede divisie 1970/71/Wedstrijden
De wedstrijden van het Nederlandse Tweede divisie voetbal uit het seizoen 1970/71 was het 15e seizoen van de laagste (semi-)professionele Nederlandse voetbalcompetitie voor mannen. Het seizoen bestond uit 35 speelronden van elk acht wedstrijden. De competitie begon op 23 augustus 1970 en duurde tot 6 juni 1971.

## Speelronde 1
|                  |                          |       |                     |                                              |
| 23 augustus 1970 | Hermes DVS               | 2 – 0 | Fortuna Vlaardingen | Stadion: Harga, Schiedam Toeschouwers: 8.000 |
| 23 augustus 1970 | Cees van Kooten 82', 87' |       |                     | Stadion: Harga, Schiedam Toeschouwers: 8.000 |
| 23 augustus 1970 |                          |       |                     | Stadion: Harga, Schiedam Toeschouwers: 8.000 |
| 23 augustus 1970 |                          |       |                     | Stadion: Harga, Schiedam Toeschouwers: 8.000 |
|                  |                          |       |                     |                                              |

|                  |     |                       |       |                                                        |
| 23 augustus 1970 | EDO | 0 – 2                 | AGOVV | Stadion: Noordersportpark, Haarlem Toeschouwers: 1.000 |
| 23 augustus 1970 |     | 77', 78' Arie Beekman |       | Stadion: Noordersportpark, Haarlem Toeschouwers: 1.000 |
| 23 augustus 1970 |     |                       |       | Stadion: Noordersportpark, Haarlem Toeschouwers: 1.000 |
| 23 augustus 1970 |     |                       |       | Stadion: Noordersportpark, Haarlem Toeschouwers: 1.000 |
|                  |     |                       |       |                                                        |

|                  |         |       |         |                                                   |
| 23 augustus 1970 | Baronie | 0 – 0 | Roda JC | Stadion: De Blauwe Kei, Breda Toeschouwers: 4.500 |
| 23 augustus 1970 |         |       |         | Stadion: De Blauwe Kei, Breda Toeschouwers: 4.500 |
| 23 augustus 1970 |         |       |         | Stadion: De Blauwe Kei, Breda Toeschouwers: 4.500 |
| 23 augustus 1970 |         |       |         | Stadion: De Blauwe Kei, Breda Toeschouwers: 4.500 |
|                  |         |       |         |                                                   |

|                  |                                |       |                                       |                                                 |
| 23 augustus 1970 | De Volewijckers                | 2 – 2 | PEC                                   | Stadion: Mosveld, Amsterdam Toeschouwers: 2.500 |
| 23 augustus 1970 | Dick Fiene 7' Tonny Coster 23' |       | 48' Pepe Fernandez 76' Freek Schutten | Stadion: Mosveld, Amsterdam Toeschouwers: 2.500 |
| 23 augustus 1970 |                                |       |                                       | Stadion: Mosveld, Amsterdam Toeschouwers: 2.500 |
| 23 augustus 1970 |                                |       |                                       | Stadion: Mosveld, Amsterdam Toeschouwers: 2.500 |
|                  |                                |       |                                       |                                                 |

|                  |                                            |       |                      |                                                    |
| 23 augustus 1970 | Eindhoven                                  | 2 – 1 | SC Drente            | Stadion: Aalsterweg, Eindhoven Toeschouwers: 4.000 |
| 23 augustus 1970 | Jan van Dorst 12' Fritske van der Boer 61' |       | 53' Willy Hoogenberg | Stadion: Aalsterweg, Eindhoven Toeschouwers: 4.000 |
| 23 augustus 1970 |                                            |       |                      | Stadion: Aalsterweg, Eindhoven Toeschouwers: 4.000 |
| 23 augustus 1970 |                                            |       |                      | Stadion: Aalsterweg, Eindhoven Toeschouwers: 4.000 |
|                  |                                            |       |                      |                                                    |

|                  |     |                             |             |                                                       |
| 23 augustus 1970 | RCH | 0 – 3                       | SC Gooiland | Stadion: Sportparklaan, Heemstede Toeschouwers: 3.500 |
| 23 augustus 1970 |     | 21', 30', 48' Michel Struik |             | Stadion: Sportparklaan, Heemstede Toeschouwers: 3.500 |
| 23 augustus 1970 |     |                             |             | Stadion: Sportparklaan, Heemstede Toeschouwers: 3.500 |
| 23 augustus 1970 |     |                             |             | Stadion: Sportparklaan, Heemstede Toeschouwers: 3.500 |
|                  |     |                             |             |                                                       |

|                  |           |                                    |      |                                               |
| 23 augustus 1970 | Limburgia | 0 – 2                              | NOAD | Stadion: Venweg, Brunssum Toeschouwers: 4.000 |
| 23 augustus 1970 |           | 55' Piet van Dijk 86' Bart Stovers |      | Stadion: Venweg, Brunssum Toeschouwers: 4.000 |
| 23 augustus 1970 |           |                                    |      | Stadion: Venweg, Brunssum Toeschouwers: 4.000 |
| 23 augustus 1970 |           |                                    |      | Stadion: Venweg, Brunssum Toeschouwers: 4.000 |
|                  |           |                                    |      |                                               |

|                  |                                                           |       |                                |                                                                                 |
| 23 augustus 1970 | RBC                                                       | 3 – 2 | FC VVV                         | Stadion: De Luiten, Roosendaal Toeschouwers: 3.000 Scheidsrechter: Joop Mulders |
| 23 augustus 1970 | Pierre van Hal 8' (pen.) Fred Gillissen 17' Ben Redel 50' |       | 3' Jac Weeres 19' Huub Schuurs | Stadion: De Luiten, Roosendaal Toeschouwers: 3.000 Scheidsrechter: Joop Mulders |
| 23 augustus 1970 |                                                           |       |                                | Stadion: De Luiten, Roosendaal Toeschouwers: 3.000 Scheidsrechter: Joop Mulders |
| 23 augustus 1970 |                                                           |       |                                | Stadion: De Luiten, Roosendaal Toeschouwers: 3.000 Scheidsrechter: Joop Mulders |
|                  |                                                           |       |                                |                                                                                 |

## Speelronde 2
|                  |                                         |       |     |                                                    |
| 30 augustus 1970 | AGOVV                                   | 3 – 0 | RCH | Stadion: Berg & Bos, Apeldoorn Toeschouwers: 6.000 |
| 30 augustus 1970 | Arie Beekman 10', 81' Dick Mulderij 59' |       |     | Stadion: Berg & Bos, Apeldoorn Toeschouwers: 6.000 |
| 30 augustus 1970 |                                         |       |     | Stadion: Berg & Bos, Apeldoorn Toeschouwers: 6.000 |
| 30 augustus 1970 |                                         |       |     | Stadion: Berg & Bos, Apeldoorn Toeschouwers: 6.000 |
|                  |                                         |       |     |                                                    |

|                  |         |       |           |                                                  |
| 30 augustus 1970 | Roda JC | 0 – 0 | Limburgia | Stadion: Kaalheide, Kerkrade Toeschouwers: 4.500 |
| 30 augustus 1970 |         |       |           | Stadion: Kaalheide, Kerkrade Toeschouwers: 4.500 |
| 30 augustus 1970 |         |       |           | Stadion: Kaalheide, Kerkrade Toeschouwers: 4.500 |
| 30 augustus 1970 |         |       |           | Stadion: Kaalheide, Kerkrade Toeschouwers: 4.500 |
|                  |         |       |           |                                                  |

|                  |                               |       |     |                                                      |
| 30 augustus 1970 | Fortuna Vlaardingen           | 2 – 0 | RBC | Stadion: Floreslaan, Vlaardingen Toeschouwers: 4.000 |
| 30 augustus 1970 | Piet de Vries 69' (pen.), 72' |       |     | Stadion: Floreslaan, Vlaardingen Toeschouwers: 4.000 |
| 30 augustus 1970 |                               |       |     | Stadion: Floreslaan, Vlaardingen Toeschouwers: 4.000 |
| 30 augustus 1970 |                               |       |     | Stadion: Floreslaan, Vlaardingen Toeschouwers: 4.000 |
|                  |                               |       |     |                                                      |

|                  |                                                 |       |                                       |                                                             |
| 30 augustus 1970 | PEC                                             | 5 – 2 | EDO                                   | Stadion: Gemeentelijk Sportpark, Zwolle Toeschouwers: 4.500 |
| 30 augustus 1970 | Freek Schutten 2', 23' Lody Kragt 57', 73', 89' |       | 12' Wim van Polanen 42' Herman Kamoen | Stadion: Gemeentelijk Sportpark, Zwolle Toeschouwers: 4.500 |
| 30 augustus 1970 |                                                 |       |                                       | Stadion: Gemeentelijk Sportpark, Zwolle Toeschouwers: 4.500 |
| 30 augustus 1970 |                                                 |       |                                       | Stadion: Gemeentelijk Sportpark, Zwolle Toeschouwers: 4.500 |
|                  |                                                 |       |                                       |                                                             |

|                  |           |                                                                      |         |                                                       |
| 30 augustus 1970 | SC Drente | 0 – 4                                                                | Baronie | Stadion: De Planeet, Klazienaveen Toeschouwers: 3.200 |
| 30 augustus 1970 |           | 14' Gerrie Reedijk 15' Cees Heijboer 56' Ger Saris 74' Dick Hoogmoed |         | Stadion: De Planeet, Klazienaveen Toeschouwers: 3.200 |
| 30 augustus 1970 |           |                                                                      |         | Stadion: De Planeet, Klazienaveen Toeschouwers: 3.200 |
| 30 augustus 1970 |           |                                                                      |         | Stadion: De Planeet, Klazienaveen Toeschouwers: 3.200 |
|                  |           |                                                                      |         |                                                       |

|                  |             |       |     |                                                                |
| 30 augustus 1970 | SC Gooiland | 0 – 0 | ZFC | Stadion: Gemeentelijk Sportpark, Hilversum Toeschouwers: 3.500 |
| 30 augustus 1970 |             |       |     | Stadion: Gemeentelijk Sportpark, Hilversum Toeschouwers: 3.500 |
| 30 augustus 1970 |             |       |     | Stadion: Gemeentelijk Sportpark, Hilversum Toeschouwers: 3.500 |
| 30 augustus 1970 |             |       |     | Stadion: Gemeentelijk Sportpark, Hilversum Toeschouwers: 3.500 |
|                  |             |       |     |                                                                |

|                  |                 |       |                                              |                                                              |
| 30 augustus 1970 | NOAD            | 1 – 2 | De Volewijckers                              | Stadion: Gemeentelijk Sportpark, Tilburg Toeschouwers: 2.000 |
| 30 augustus 1970 | Theo Netten 70' |       | 49' Pim Waaijenberg 87' (pen.) Piet Boogaard | Stadion: Gemeentelijk Sportpark, Tilburg Toeschouwers: 2.000 |
| 30 augustus 1970 |                 |       |                                              | Stadion: Gemeentelijk Sportpark, Tilburg Toeschouwers: 2.000 |
| 30 augustus 1970 |                 |       |                                              | Stadion: Gemeentelijk Sportpark, Tilburg Toeschouwers: 2.000 |
|                  |                 |       |                                              |                                                              |

|                  |                |       |                   |                                              |
| 30 augustus 1970 | FC VVV         | 1 – 1 | Eindhoven         | Stadion: De Kraal, Venlo Toeschouwers: 4.000 |
| 30 augustus 1970 | Ves Jacobs 60' |       | 26' Jan van Dorst | Stadion: De Kraal, Venlo Toeschouwers: 4.000 |
| 30 augustus 1970 |                |       |                   | Stadion: De Kraal, Venlo Toeschouwers: 4.000 |
| 30 augustus 1970 |                |       |                   | Stadion: De Kraal, Venlo Toeschouwers: 4.000 |
|                  |                |       |                   |                                              |

## Speelronde 3
|                  |              |       |                                      |                                                       |
| 6 september 1970 | RCH          | 1 – 2 | PEC                                  | Stadion: Sportparklaan, Heemstede Toeschouwers: 2.500 |
| 6 september 1970 | Ton Smit 67' |       | 26' Pepe Fernandez 28' Fons Stoffels | Stadion: Sportparklaan, Heemstede Toeschouwers: 2.500 |
| 6 september 1970 |              |       |                                      | Stadion: Sportparklaan, Heemstede Toeschouwers: 2.500 |
| 6 september 1970 |              |       |                                      | Stadion: Sportparklaan, Heemstede Toeschouwers: 2.500 |
|                  |              |       |                                      |                                                       |

|                  |                            |       |                                 |                                               |
| 6 september 1970 | Limburgia                  | 3 – 2 | SC Drente                       | Stadion: Venweg, Brunssum Toeschouwers: 3.500 |
| 6 september 1970 | Willy Coolen 41', 52', 70' |       | 55' Hans Ludwig 73' Wout Bosman | Stadion: Venweg, Brunssum Toeschouwers: 3.500 |
| 6 september 1970 |                            |       |                                 | Stadion: Venweg, Brunssum Toeschouwers: 3.500 |
| 6 september 1970 |                            |       |                                 | Stadion: Venweg, Brunssum Toeschouwers: 3.500 |
|                  |                            |       |                                 |                                               |

|                  |     |       |            |                                                    |
| 6 september 1970 | RBC | 0 – 0 | Hermes DVS | Stadion: De Luiten, Roosendaal Toeschouwers: 4.500 |
| 6 september 1970 |     |       |            | Stadion: De Luiten, Roosendaal Toeschouwers: 4.500 |
| 6 september 1970 |     |       |            | Stadion: De Luiten, Roosendaal Toeschouwers: 4.500 |
| 6 september 1970 |     |       |            | Stadion: De Luiten, Roosendaal Toeschouwers: 4.500 |
|                  |     |       |            |                                                    |

|                  |                |       |                                         |                                                        |
| 6 september 1970 | EDO            | 1 – 3 | NOAD                                    | Stadion: Noordersportpark, Haarlem Toeschouwers: 1.000 |
| 6 september 1970 | Ferry Kock 12' |       | 65', 89' Bart Stovers 75' Piet van Dijk | Stadion: Noordersportpark, Haarlem Toeschouwers: 1.000 |
| 6 september 1970 |                |       |                                         | Stadion: Noordersportpark, Haarlem Toeschouwers: 1.000 |
| 6 september 1970 |                |       |                                         | Stadion: Noordersportpark, Haarlem Toeschouwers: 1.000 |
|                  |                |       |                                         |                                                        |

|                  |                                                  |       |                |                                                                                  |
| 6 september 1970 | Baronie                                          | 3 – 1 | FC VVV         | Stadion: De Blauwe Kei, Breda Toeschouwers: 2.200 Scheidsrechter: Tjeerd Elsinga |
| 6 september 1970 | Dick Hoogmoed 38', 40' Gerrie Reedijk 89' (pen.) |       | 43' Jos Simons | Stadion: De Blauwe Kei, Breda Toeschouwers: 2.200 Scheidsrechter: Tjeerd Elsinga |
| 6 september 1970 |                                                  |       |                | Stadion: De Blauwe Kei, Breda Toeschouwers: 2.200 Scheidsrechter: Tjeerd Elsinga |
| 6 september 1970 |                                                  |       |                | Stadion: De Blauwe Kei, Breda Toeschouwers: 2.200 Scheidsrechter: Tjeerd Elsinga |
|                  |                                                  |       |                |                                                                                  |

|                  |     |                       |       |                                                   |
| 6 september 1970 | ZFC | 0 – 1                 | AGOVV | Stadion: Hoornseveld, Zaandam Toeschouwers: 5.000 |
| 6 september 1970 |     | 61' Leo van de Kraats |       | Stadion: Hoornseveld, Zaandam Toeschouwers: 5.000 |
| 6 september 1970 |     |                       |       | Stadion: Hoornseveld, Zaandam Toeschouwers: 5.000 |
| 6 september 1970 |     |                       |       | Stadion: Hoornseveld, Zaandam Toeschouwers: 5.000 |
|                  |     |                       |       |                                                   |

|                  |                                                                      |       |                  |                             |
| 6 september 1970 | De Volewijckers                                                      | 4 – 1 | Roda JC          | Stadion: Mosveld, Amsterdam |
| 6 september 1970 | Pim Waaijenberg 9' Piet Boogaard 28' Dick Fiene 34' Bob de Jongh 87' |       | 59' Willy Brassé | Stadion: Mosveld, Amsterdam |
| 6 september 1970 |                                                                      |       |                  | Stadion: Mosveld, Amsterdam |
| 6 september 1970 |                                                                      |       |                  | Stadion: Mosveld, Amsterdam |
|                  |                                                                      |       |                  |                             |

|                  |                                        |       |                     |                                                    |
| 6 september 1970 | Eindhoven                              | 3 – 0 | Fortuna Vlaardingen | Stadion: Aalsterweg, Eindhoven Toeschouwers: 4.500 |
| 6 september 1970 | Joop Oomens 43' Jack Arendsen 48', 82' |       |                     | Stadion: Aalsterweg, Eindhoven Toeschouwers: 4.500 |
| 6 september 1970 |                                        |       |                     | Stadion: Aalsterweg, Eindhoven Toeschouwers: 4.500 |
| 6 september 1970 |                                        |       |                     | Stadion: Aalsterweg, Eindhoven Toeschouwers: 4.500 |
|                  |                                        |       |                     |                                                    |

## Speelronde 4
|                   |            |                 |           |                                              |
| 13 september 1970 | Hermes DVS | 0 – 1           | Eindhoven | Stadion: Harga, Schiedam Toeschouwers: 1.000 |
| 13 september 1970 |            | 78' Joop Oomens |           | Stadion: Harga, Schiedam Toeschouwers: 1.000 |
| 13 september 1970 |            |                 |           | Stadion: Harga, Schiedam Toeschouwers: 1.000 |
| 13 september 1970 |            |                 |           | Stadion: Harga, Schiedam Toeschouwers: 1.000 |
|                   |            |                 |           |                                              |

|                   |                                                   |       |                 |                                                             |
| 13 september 1970 | PEC                                               | 3 – 1 | ZFC             | Stadion: Gemeentelijk Sportpark, Zwolle Toeschouwers: 4.500 |
| 13 september 1970 | Freek Schutten 6' (pen.), 59' Wojo Gardašević 30' |       | 49' Ruud Muskee | Stadion: Gemeentelijk Sportpark, Zwolle Toeschouwers: 4.500 |
| 13 september 1970 |                                                   |       |                 | Stadion: Gemeentelijk Sportpark, Zwolle Toeschouwers: 4.500 |
| 13 september 1970 |                                                   |       |                 | Stadion: Gemeentelijk Sportpark, Zwolle Toeschouwers: 4.500 |
|                   |                                                   |       |                 |                                                             |

|                   |           |                                         |                 |                                                       |
| 13 september 1970 | SC Drente | 0 – 3                                   | De Volewijckers | Stadion: De Planeet, Klazienaveen Toeschouwers: 1.500 |
| 13 september 1970 |           | 32', 46' Pim Waaijenberg 87' Dick Fiene |                 | Stadion: De Planeet, Klazienaveen Toeschouwers: 1.500 |
| 13 september 1970 |           |                                         |                 | Stadion: De Planeet, Klazienaveen Toeschouwers: 1.500 |
| 13 september 1970 |           |                                         |                 | Stadion: De Planeet, Klazienaveen Toeschouwers: 1.500 |
|                   |           |                                         |                 |                                                       |

|                   |      |                                  |     |                                                              |
| 13 september 1970 | NOAD | 0 – 2                            | RCH | Stadion: Gemeentelijk Sportpark, Tilburg Toeschouwers: 2.000 |
| 13 september 1970 |      | 45' Dick Meijer 72' Henk Ketting |     | Stadion: Gemeentelijk Sportpark, Tilburg Toeschouwers: 2.000 |
| 13 september 1970 |      |                                  |     | Stadion: Gemeentelijk Sportpark, Tilburg Toeschouwers: 2.000 |
| 13 september 1970 |      |                                  |     | Stadion: Gemeentelijk Sportpark, Tilburg Toeschouwers: 2.000 |
|                   |      |                                  |     |                                                              |

|                   |        |       |           |                                                                              |
| 13 september 1970 | FC VVV | 0 – 0 | Limburgia | Stadion: De Kraal, Venlo Toeschouwers: 3.500 Scheidsrechter: Arie van Gemert |
| 13 september 1970 |        |       |           | Stadion: De Kraal, Venlo Toeschouwers: 3.500 Scheidsrechter: Arie van Gemert |
| 13 september 1970 |        |       |           | Stadion: De Kraal, Venlo Toeschouwers: 3.500 Scheidsrechter: Arie van Gemert |
| 13 september 1970 |        |       |           | Stadion: De Kraal, Venlo Toeschouwers: 3.500 Scheidsrechter: Arie van Gemert |
|                   |        |       |           |                                                                              |

|                   |                      |       |                                           |                                                    |
| 13 september 1970 | AGOVV                | 1 – 2 | SC Gooiland                               | Stadion: Berg & Bos, Apeldoorn Toeschouwers: 8.500 |
| 13 september 1970 | Leo van de Kraats 5' |       | 16' Marcel van der Lugt 29' Michel Struik | Stadion: Berg & Bos, Apeldoorn Toeschouwers: 8.500 |
| 13 september 1970 |                      |       |                                           | Stadion: Berg & Bos, Apeldoorn Toeschouwers: 8.500 |
| 13 september 1970 |                      |       |                                           | Stadion: Berg & Bos, Apeldoorn Toeschouwers: 8.500 |
|                   |                      |       |                                           |                                                    |

|                   |                |       |     |                                                  |
| 13 september 1970 | Roda JC        | 1 – 0 | EDO | Stadion: Kaalheide, Kerkrade Toeschouwers: 2.000 |
| 13 september 1970 | Jo Meessen 49' |       |     | Stadion: Kaalheide, Kerkrade Toeschouwers: 2.000 |
| 13 september 1970 |                |       |     | Stadion: Kaalheide, Kerkrade Toeschouwers: 2.000 |
| 13 september 1970 |                |       |     | Stadion: Kaalheide, Kerkrade Toeschouwers: 2.000 |
|                   |                |       |     |                                                  |

|                   |                               |       |                |                                                      |
| 13 september 1970 | Fortuna Vlaardingen           | 2 – 1 | Baronie        | Stadion: Floreslaan, Vlaardingen Toeschouwers: 3.000 |
| 13 september 1970 | Wim Tijl 32' Piet Teuling 33' |       | 5' Kees Hurckx | Stadion: Floreslaan, Vlaardingen Toeschouwers: 3.000 |
| 13 september 1970 |                               |       |                | Stadion: Floreslaan, Vlaardingen Toeschouwers: 3.000 |
| 13 september 1970 |                               |       |                | Stadion: Floreslaan, Vlaardingen Toeschouwers: 3.000 |
|                   |                               |       |                |                                                      |

## Speelronde 5
|                   |                                       |       |                                                    |                                                   |
| 20 september 1970 | ZFC                                   | 3 – 3 | NOAD                                               | Stadion: Hoornseveld, Zaandam Toeschouwers: 1.500 |
| 20 september 1970 | Bob Westra 3' Eduard Maatman 28', 33' |       | 31' Piet van Dijk 38' Theo Netten 55' Bart Stovers | Stadion: Hoornseveld, Zaandam Toeschouwers: 1.500 |
| 20 september 1970 |                                       |       |                                                    | Stadion: Hoornseveld, Zaandam Toeschouwers: 1.500 |
| 20 september 1970 |                                       |       |                                                    | Stadion: Hoornseveld, Zaandam Toeschouwers: 1.500 |
|                   |                                       |       |                                                    |                                                   |

|                   |                                  |       |                     |                                               |
| 20 september 1970 | Limburgia                        | 2 – 0 | Fortuna Vlaardingen | Stadion: Venweg, Brunssum Toeschouwers: 3.500 |
| 20 september 1970 | Willy Coolen 39' Jos Winkens 65' |       |                     | Stadion: Venweg, Brunssum Toeschouwers: 3.500 |
| 20 september 1970 |                                  |       |                     | Stadion: Venweg, Brunssum Toeschouwers: 3.500 |
| 20 september 1970 |                                  |       |                     | Stadion: Venweg, Brunssum Toeschouwers: 3.500 |
|                   |                                  |       |                     |                                               |

|                   |                   |       |           |                                                      |
| 20 september 1970 | EDO               | 1 – 0 | SC Drente | Stadion: Noordersportpark, Haarlem Toeschouwers: 250 |
| 20 september 1970 | Herman Kamoen 51' |       |           | Stadion: Noordersportpark, Haarlem Toeschouwers: 250 |
| 20 september 1970 |                   |       |           | Stadion: Noordersportpark, Haarlem Toeschouwers: 250 |
| 20 september 1970 |                   |       |           | Stadion: Noordersportpark, Haarlem Toeschouwers: 250 |
|                   |                   |       |           |                                                      |

|                   |     |       |         |                                                       |
| 20 september 1970 | RCH | 0 – 0 | Roda JC | Stadion: Sportparklaan, Heemstede Toeschouwers: 2.500 |
| 20 september 1970 |     |       |         | Stadion: Sportparklaan, Heemstede Toeschouwers: 2.500 |
| 20 september 1970 |     |       |         | Stadion: Sportparklaan, Heemstede Toeschouwers: 2.500 |
| 20 september 1970 |     |       |         | Stadion: Sportparklaan, Heemstede Toeschouwers: 2.500 |
|                   |     |       |         |                                                       |

|                   |         |               |            |                                                   |
| 20 september 1970 | Baronie | 0 – 1         | Hermes DVS | Stadion: De Blauwe Kei, Breda Toeschouwers: 3.000 |
| 20 september 1970 |         | 66' Mede Ruis |            | Stadion: De Blauwe Kei, Breda Toeschouwers: 3.000 |
| 20 september 1970 |         |               |            | Stadion: De Blauwe Kei, Breda Toeschouwers: 3.000 |
| 20 september 1970 |         |               |            | Stadion: De Blauwe Kei, Breda Toeschouwers: 3.000 |
|                   |         |               |            |                                                   |

|                   |             |       |     |                                                                |
| 20 september 1970 | SC Gooiland | 0 – 0 | PEC | Stadion: Gemeentelijk Sportpark, Hilversum Toeschouwers: 5.000 |
| 20 september 1970 |             |       |     | Stadion: Gemeentelijk Sportpark, Hilversum Toeschouwers: 5.000 |
| 20 september 1970 |             |       |     | Stadion: Gemeentelijk Sportpark, Hilversum Toeschouwers: 5.000 |
| 20 september 1970 |             |       |     | Stadion: Gemeentelijk Sportpark, Hilversum Toeschouwers: 5.000 |
|                   |             |       |     |                                                                |

|                   |                                                                     |       |                 |                                                                                 |
| 20 september 1970 | De Volewijckers                                                     | 5 – 1 | FC VVV          | Stadion: Mosveld, Amsterdam Toeschouwers: 3.000 Scheidsrechter: Joop Bentvelzen |
| 20 september 1970 | Tonny Coster 18', 37' Dick Fiene 24' Piet Boogaard 53' Co Stout 82' |       | 34' Jan Erdkamp | Stadion: Mosveld, Amsterdam Toeschouwers: 3.000 Scheidsrechter: Joop Bentvelzen |
| 20 september 1970 |                                                                     |       |                 | Stadion: Mosveld, Amsterdam Toeschouwers: 3.000 Scheidsrechter: Joop Bentvelzen |
| 20 september 1970 |                                                                     |       |                 | Stadion: Mosveld, Amsterdam Toeschouwers: 3.000 Scheidsrechter: Joop Bentvelzen |
|                   |                                                                     |       |                 |                                                                                 |

|                   |                 |       |               |                                                    |
| 20 september 1970 | Eindhoven       | 1 – 1 | RBC           | Stadion: Aalsterweg, Eindhoven Toeschouwers: 6.000 |
| 20 september 1970 | Joop Oomens 43' |       | 21' Ben Redel | Stadion: Aalsterweg, Eindhoven Toeschouwers: 6.000 |
| 20 september 1970 |                 |       |               | Stadion: Aalsterweg, Eindhoven Toeschouwers: 6.000 |
| 20 september 1970 |                 |       |               | Stadion: Aalsterweg, Eindhoven Toeschouwers: 6.000 |
|                   |                 |       |               |                                                    |

## Speelronde 6
|                   |                                                    |       |                  |                                              |
| 27 september 1970 | Hermes DVS                                         | 3 – 1 | Limburgia        | Stadion: Harga, Schiedam Toeschouwers: 1.500 |
| 27 september 1970 | Mede Ruis 19' Cees van Kooten 22' Gerard Flaes 67' |       | 10' Willy Coolen | Stadion: Harga, Schiedam Toeschouwers: 1.500 |
| 27 september 1970 |                                                    |       |                  | Stadion: Harga, Schiedam Toeschouwers: 1.500 |
| 27 september 1970 |                                                    |       |                  | Stadion: Harga, Schiedam Toeschouwers: 1.500 |
|                   |                                                    |       |                  |                                              |

|                   |      |                   |             |                                          |
| 27 september 1970 | NOAD | 0 – 1             | SC Gooiland | Stadion: Gemeentelijk Sportpark, Tilburg |
| 27 september 1970 |      | 22' Michel Struik |             | Stadion: Gemeentelijk Sportpark, Tilburg |
| 27 september 1970 |      |                   |             | Stadion: Gemeentelijk Sportpark, Tilburg |
| 27 september 1970 |      |                   |             | Stadion: Gemeentelijk Sportpark, Tilburg |
|                   |      |                   |             |                                          |

|                   |                                                        |       |                       |                                                                               |
| 27 september 1970 | FC VVV                                                 | 3 – 1 | EDO                   | Stadion: De Kraal, Venlo Toeschouwers: 2.000 Scheidsrechter: Gerrit Schuurman |
| 27 september 1970 | Peter Thonen 18' André Orval 68' (pen.) Wiel Smets 81' |       | 34' Leo van der Lubbe | Stadion: De Kraal, Venlo Toeschouwers: 2.000 Scheidsrechter: Gerrit Schuurman |
| 27 september 1970 |                                                        |       |                       | Stadion: De Kraal, Venlo Toeschouwers: 2.000 Scheidsrechter: Gerrit Schuurman |
| 27 september 1970 |                                                        |       |                       | Stadion: De Kraal, Venlo Toeschouwers: 2.000 Scheidsrechter: Gerrit Schuurman |
|                   |                                                        |       |                       |                                                                               |

|                   |                                                                 |       |                         |                                                    |
| 27 september 1970 | RBC                                                             | 4 – 2 | Baronie                 | Stadion: De Luiten, Roosendaal Toeschouwers: 4.500 |
| 27 september 1970 | Pierre van Hal 51' (pen.), 72' Ben Redel 76' Fred Gillissen 85' |       | 48', 50' Gerrie Reedijk | Stadion: De Luiten, Roosendaal Toeschouwers: 4.500 |
| 27 september 1970 |                                                                 |       |                         | Stadion: De Luiten, Roosendaal Toeschouwers: 4.500 |
| 27 september 1970 |                                                                 |       |                         | Stadion: De Luiten, Roosendaal Toeschouwers: 4.500 |
|                   |                                                                 |       |                         |                                                    |

|                   |                                               |       |                  |                                                  |
| 27 september 1970 | Roda JC                                       | 2 – 1 | ZFC              | Stadion: Kaalheide, Kerkrade Toeschouwers: 2.200 |
| 27 september 1970 | Josef Martinelli 18' Jacques Kleef 79' (e.d.) |       | 30' Joop Koopman | Stadion: Kaalheide, Kerkrade Toeschouwers: 2.200 |
| 27 september 1970 |                                               |       |                  | Stadion: Kaalheide, Kerkrade Toeschouwers: 2.200 |
| 27 september 1970 |                                               |       |                  | Stadion: Kaalheide, Kerkrade Toeschouwers: 2.200 |
|                   |                                               |       |                  |                                                  |

|                   |                     |       |                 |                                                      |
| 27 september 1970 | Fortuna Vlaardingen | 1 – 0 | De Volewijckers | Stadion: Floreslaan, Vlaardingen Toeschouwers: 4.000 |
| 27 september 1970 | Jan Bouman 80'      |       |                 | Stadion: Floreslaan, Vlaardingen Toeschouwers: 4.000 |
| 27 september 1970 |                     |       |                 | Stadion: Floreslaan, Vlaardingen Toeschouwers: 4.000 |
| 27 september 1970 |                     |       |                 | Stadion: Floreslaan, Vlaardingen Toeschouwers: 4.000 |
|                   |                     |       |                 |                                                      |

|                   |                                                                                     |       |       |                                                             |
| 27 september 1970 | PEC                                                                                 | 5 – 0 | AGOVV | Stadion: Gemeentelijk Sportpark, Zwolle Toeschouwers: 6.000 |
| 27 september 1970 | Freek Schutten 36' (pen.) Pepe Fernandez 56' Herman Heskamp 75', 88' Jan Rorije 81' |       |       | Stadion: Gemeentelijk Sportpark, Zwolle Toeschouwers: 6.000 |
| 27 september 1970 |                                                                                     |       |       | Stadion: Gemeentelijk Sportpark, Zwolle Toeschouwers: 6.000 |
| 27 september 1970 |                                                                                     |       |       | Stadion: Gemeentelijk Sportpark, Zwolle Toeschouwers: 6.000 |
|                   |                                                                                     |       |       |                                                             |

|                   |           |                                      |     |                                                       |
| 27 september 1970 | SC Drente | 0 – 2                                | RCH | Stadion: De Planeet, Klazienaveen Toeschouwers: 1.000 |
| 27 september 1970 |           | 19' Henk Ketting 87' Cornelis Meijer |     | Stadion: De Planeet, Klazienaveen Toeschouwers: 1.000 |
| 27 september 1970 |           |                                      |     | Stadion: De Planeet, Klazienaveen Toeschouwers: 1.000 |
| 27 september 1970 |           |                                      |     | Stadion: De Planeet, Klazienaveen Toeschouwers: 1.000 |
|                   |           |                                      |     |                                                       |

## Speelronde 7
|                |                                        |       |         |                                                                |
| 4 oktober 1970 | SC Gooiland                            | 2 – 0 | Roda JC | Stadion: Gemeentelijk Sportpark, Hilversum Toeschouwers: 3.500 |
| 4 oktober 1970 | Gerard Hogenbirk 58' Michel Struik 87' |       |         | Stadion: Gemeentelijk Sportpark, Hilversum Toeschouwers: 3.500 |
| 4 oktober 1970 |                                        |       |         | Stadion: Gemeentelijk Sportpark, Hilversum Toeschouwers: 3.500 |
| 4 oktober 1970 |                                        |       |         | Stadion: Gemeentelijk Sportpark, Hilversum Toeschouwers: 3.500 |
|                |                                        |       |         |                                                                |

|                |                                        |       |                                                          |                                                      |
| 4 oktober 1970 | EDO                                    | 2 – 4 | Fortuna Vlaardingen                                      | Stadion: Noordersportpark, Haarlem Toeschouwers: 300 |
| 4 oktober 1970 | Dirk de Ruiter 75' Wim van Polanen 86' |       | 10' Aad Reijgersberg 44', 45' Jan Bouman 65' Aad de Heer | Stadion: Noordersportpark, Haarlem Toeschouwers: 300 |
| 4 oktober 1970 |                                        |       |                                                          | Stadion: Noordersportpark, Haarlem Toeschouwers: 300 |
| 4 oktober 1970 |                                        |       |                                                          | Stadion: Noordersportpark, Haarlem Toeschouwers: 300 |
|                |                                        |       |                                                          |                                                      |

|                |               |       |                   |                                                   |
| 4 oktober 1970 | Baronie       | 1 – 1 | Eindhoven         | Stadion: De Blauwe Kei, Breda Toeschouwers: 2.000 |
| 4 oktober 1970 | Ger Saris 49' |       | 84' Jan van Dorst | Stadion: De Blauwe Kei, Breda Toeschouwers: 2.000 |
| 4 oktober 1970 |               |       |                   | Stadion: De Blauwe Kei, Breda Toeschouwers: 2.000 |
| 4 oktober 1970 |               |       |                   | Stadion: De Blauwe Kei, Breda Toeschouwers: 2.000 |
|                |               |       |                   |                                                   |

|                |                                  |       |                                      |                                                   |
| 4 oktober 1970 | ZFC                              | 2 – 2 | SC Drente                            | Stadion: Hoornseveld, Zaandam Toeschouwers: 1.000 |
| 4 oktober 1970 | Hans Bakker 30' Joop Koopman 78' |       | 65' Willy Hoogenberg 66' Wout Bosman | Stadion: Hoornseveld, Zaandam Toeschouwers: 1.000 |
| 4 oktober 1970 |                                  |       |                                      | Stadion: Hoornseveld, Zaandam Toeschouwers: 1.000 |
| 4 oktober 1970 |                                  |       |                                      | Stadion: Hoornseveld, Zaandam Toeschouwers: 1.000 |
|                |                                  |       |                                      |                                                   |

|                |                          |       |            |                                                 |
| 4 oktober 1970 | De Volewijckers          | 2 – 0 | Hermes DVS | Stadion: Mosveld, Amsterdam Toeschouwers: 3.000 |
| 4 oktober 1970 | Pim Waaijenberg 42', 72' |       |            | Stadion: Mosveld, Amsterdam Toeschouwers: 3.000 |
| 4 oktober 1970 |                          |       |            | Stadion: Mosveld, Amsterdam Toeschouwers: 3.000 |
| 4 oktober 1970 |                          |       |            | Stadion: Mosveld, Amsterdam Toeschouwers: 3.000 |
|                |                          |       |            |                                                 |

|                |                   |       |                  |                                                    |
| 4 oktober 1970 | AGOVV             | 1 – 1 | NOAD             | Stadion: Berg & Bos, Apeldoorn Toeschouwers: 3.500 |
| 4 oktober 1970 | Jan van Eijck 89' |       | 42' Bart Stovers | Stadion: Berg & Bos, Apeldoorn Toeschouwers: 3.500 |
| 4 oktober 1970 |                   |       |                  | Stadion: Berg & Bos, Apeldoorn Toeschouwers: 3.500 |
| 4 oktober 1970 |                   |       |                  | Stadion: Berg & Bos, Apeldoorn Toeschouwers: 3.500 |
|                |                   |       |                  |                                                    |

|                |     |                                 |        |                                                                                         |
| 4 oktober 1970 | RCH | 0 – 2                           | FC VVV | Stadion: Sportparklaan, Heemstede Toeschouwers: 1.500 Scheidsrechter: Piet Schouwenaars |
| 4 oktober 1970 |     | 32' Jan Verbong 35' Jan Erdkamp |        | Stadion: Sportparklaan, Heemstede Toeschouwers: 1.500 Scheidsrechter: Piet Schouwenaars |
| 4 oktober 1970 |     |                                 |        | Stadion: Sportparklaan, Heemstede Toeschouwers: 1.500 Scheidsrechter: Piet Schouwenaars |
| 4 oktober 1970 |     |                                 |        | Stadion: Sportparklaan, Heemstede Toeschouwers: 1.500 Scheidsrechter: Piet Schouwenaars |
|                |     |                                 |        |                                                                                         |

|                |           |       |     |                                               |
| 4 oktober 1970 | Limburgia | 0 – 0 | RBC | Stadion: Venweg, Brunssum Toeschouwers: 2.300 |
| 4 oktober 1970 |           |       |     | Stadion: Venweg, Brunssum Toeschouwers: 2.300 |
| 4 oktober 1970 |           |       |     | Stadion: Venweg, Brunssum Toeschouwers: 2.300 |
| 4 oktober 1970 |           |       |     | Stadion: Venweg, Brunssum Toeschouwers: 2.300 |
|                |           |       |     |                                               |

## Speelronde 8
|                 |                                                |       |     |                                              |
| 18 oktober 1970 | Hermes DVS                                     | 3 – 0 | EDO | Stadion: Harga, Schiedam Toeschouwers: 2.000 |
| 18 oktober 1970 | Cees van Kooten 15', 47' Aad van der Stelt 74' |       |     | Stadion: Harga, Schiedam Toeschouwers: 2.000 |
| 18 oktober 1970 |                                                |       |     | Stadion: Harga, Schiedam Toeschouwers: 2.000 |
| 18 oktober 1970 |                                                |       |     | Stadion: Harga, Schiedam Toeschouwers: 2.000 |
|                 |                                                |       |     |                                              |

|                 |                 |       |                                                                     |                                                  |
| 18 oktober 1970 | Roda JC         | 1 – 4 | AGOVV                                                               | Stadion: Kaalheide, Kerkrade Toeschouwers: 2.500 |
| 18 oktober 1970 | John Meuser 86' |       | 7', 81' Herman Berends 59' (pen.) Cor Adelaar 86' Leo van de Kraats | Stadion: Kaalheide, Kerkrade Toeschouwers: 2.500 |
| 18 oktober 1970 |                 |       |                                                                     | Stadion: Kaalheide, Kerkrade Toeschouwers: 2.500 |
| 18 oktober 1970 |                 |       |                                                                     | Stadion: Kaalheide, Kerkrade Toeschouwers: 2.500 |
|                 |                 |       |                                                                     |                                                  |

|                 |                                 |       |     |                                                      |
| 18 oktober 1970 | Fortuna Vlaardingen             | 2 – 0 | RCH | Stadion: Floreslaan, Vlaardingen Toeschouwers: 2.500 |
| 18 oktober 1970 | Jan Bouman 2' Piet de Vries 83' |       |     | Stadion: Floreslaan, Vlaardingen Toeschouwers: 2.500 |
| 18 oktober 1970 |                                 |       |     | Stadion: Floreslaan, Vlaardingen Toeschouwers: 2.500 |
| 18 oktober 1970 |                                 |       |     | Stadion: Floreslaan, Vlaardingen Toeschouwers: 2.500 |
|                 |                                 |       |     |                                                      |

|                 |                     |       |           |                                                    |
| 18 oktober 1970 | Eindhoven           | 1 – 0 | Limburgia | Stadion: Aalsterweg, Eindhoven Toeschouwers: 4.500 |
| 18 oktober 1970 | Hendrik Schalks 67' |       |           | Stadion: Aalsterweg, Eindhoven Toeschouwers: 4.500 |
| 18 oktober 1970 |                     |       |           | Stadion: Aalsterweg, Eindhoven Toeschouwers: 4.500 |
| 18 oktober 1970 |                     |       |           | Stadion: Aalsterweg, Eindhoven Toeschouwers: 4.500 |
|                 |                     |       |           |                                                    |

|                 |                                                      |       |                |                                                       |
| 18 oktober 1970 | SC Drente                                            | 3 – 1 | SC Gooiland    | Stadion: De Planeet, Klazienaveen Toeschouwers: 1.500 |
| 18 oktober 1970 | Henk de Groote 37' Hans Ludwig 80' Tonny Roosken 89' |       | 71' Rob Jansen | Stadion: De Planeet, Klazienaveen Toeschouwers: 1.500 |
| 18 oktober 1970 |                                                      |       |                | Stadion: De Planeet, Klazienaveen Toeschouwers: 1.500 |
| 18 oktober 1970 |                                                      |       |                | Stadion: De Planeet, Klazienaveen Toeschouwers: 1.500 |
|                 |                                                      |       |                |                                                       |

|                 |                    |       |                           |                                                              |
| 18 oktober 1970 | NOAD               | 1 – 1 | PEC                       | Stadion: Gemeentelijk Sportpark, Tilburg Toeschouwers: 1.500 |
| 18 oktober 1970 | Johan Heesbeen 65' |       | 53' (pen.) Freek Schutten | Stadion: Gemeentelijk Sportpark, Tilburg Toeschouwers: 1.500 |
| 18 oktober 1970 |                    |       |                           | Stadion: Gemeentelijk Sportpark, Tilburg Toeschouwers: 1.500 |
| 18 oktober 1970 |                    |       |                           | Stadion: Gemeentelijk Sportpark, Tilburg Toeschouwers: 1.500 |
|                 |                    |       |                           |                                                              |

|                 |                                    |       |                          |                                                                         |
| 18 oktober 1970 | FC VVV                             | 2 – 1 | ZFC                      | Stadion: De Kraal, Venlo Toeschouwers: 3.000 Scheidsrechter: Jan Regtop |
| 18 oktober 1970 | Jan Verbong 20' Joop Hendricks 84' |       | 81' (pen.) Jacques Kleef | Stadion: De Kraal, Venlo Toeschouwers: 3.000 Scheidsrechter: Jan Regtop |
| 18 oktober 1970 |                                    |       |                          | Stadion: De Kraal, Venlo Toeschouwers: 3.000 Scheidsrechter: Jan Regtop |
| 18 oktober 1970 |                                    |       |                          | Stadion: De Kraal, Venlo Toeschouwers: 3.000 Scheidsrechter: Jan Regtop |
|                 |                                    |       |                          |                                                                         |

|                 |                                        |       |                                         |                                                    |
| 18 oktober 1970 | RBC                                    | 2 – 4 | De Volewijckers                         | Stadion: De Luiten, Roosendaal Toeschouwers: 4.500 |
| 18 oktober 1970 | Fred Gillissen 27' Henk van de Ven 58' |       | 26', 37' (pen.), 71', 73' Piet Boogaard | Stadion: De Luiten, Roosendaal Toeschouwers: 4.500 |
| 18 oktober 1970 |                                        |       |                                         | Stadion: De Luiten, Roosendaal Toeschouwers: 4.500 |
| 18 oktober 1970 |                                        |       |                                         | Stadion: De Luiten, Roosendaal Toeschouwers: 4.500 |
|                 |                                        |       |                                         |                                                    |

## Speelronde 9
|                 |       |       |           |                                                    |
| 25 oktober 1970 | AGOVV | 0 – 0 | SC Drente | Stadion: Berg & Bos, Apeldoorn Toeschouwers: 4.000 |
| 25 oktober 1970 |       |       |           | Stadion: Berg & Bos, Apeldoorn Toeschouwers: 4.000 |
| 25 oktober 1970 |       |       |           | Stadion: Berg & Bos, Apeldoorn Toeschouwers: 4.000 |
| 25 oktober 1970 |       |       |           | Stadion: Berg & Bos, Apeldoorn Toeschouwers: 4.000 |
|                 |       |       |           |                                                    |

|                 |                                                             |       |                            |                                                       |
| 25 oktober 1970 | RCH                                                         | 3 – 1 | Hermes DVS                 | Stadion: Sportparklaan, Heemstede Toeschouwers: 9.000 |
| 25 oktober 1970 | Ton Smit 15' (pen.) Piet van den Berg 36' Ton Verschoor 46' |       | 68' (pen.) Ties van Duppen | Stadion: Sportparklaan, Heemstede Toeschouwers: 9.000 |
| 25 oktober 1970 |                                                             |       |                            | Stadion: Sportparklaan, Heemstede Toeschouwers: 9.000 |
| 25 oktober 1970 |                                                             |       |                            | Stadion: Sportparklaan, Heemstede Toeschouwers: 9.000 |
|                 |                                                             |       |                            |                                                       |

|                 |                                                  |       |                           |                                               |
| 25 oktober 1970 | Limburgia                                        | 5 – 1 | Baronie                   | Stadion: Venweg, Brunssum Toeschouwers: 3.000 |
| 25 oktober 1970 | Willy Coolen 8', 62', 72' Ties Klinkers 78', 80' |       | 90' (pen.) Gerrie Reedijk | Stadion: Venweg, Brunssum Toeschouwers: 3.000 |
| 25 oktober 1970 |                                                  |       |                           | Stadion: Venweg, Brunssum Toeschouwers: 3.000 |
| 25 oktober 1970 |                                                  |       |                           | Stadion: Venweg, Brunssum Toeschouwers: 3.000 |
|                 |                                                  |       |                           |                                               |

|                 |                                         |       |                                     |                                                                                         |
| 25 oktober 1970 | SC Gooiland                             | 2 – 3 | FC VVV                              | Stadion: Gemeentelijk Sportpark, Hilversum Toeschouwers: 3.000 Scheidsrechter: Bart Ram |
| 25 oktober 1970 | Michel Struik 10' Bob Ponsen 83' (pen.) |       | 17', 29' Jan Verbong 47' Wiel Smets | Stadion: Gemeentelijk Sportpark, Hilversum Toeschouwers: 3.000 Scheidsrechter: Bart Ram |
| 25 oktober 1970 |                                         |       |                                     | Stadion: Gemeentelijk Sportpark, Hilversum Toeschouwers: 3.000 Scheidsrechter: Bart Ram |
| 25 oktober 1970 |                                         |       |                                     | Stadion: Gemeentelijk Sportpark, Hilversum Toeschouwers: 3.000 Scheidsrechter: Bart Ram |
|                 |                                         |       |                                     |                                                                                         |

|                 |                                                  |       |     |                                                      |
| 25 oktober 1970 | EDO                                              | 3 – 0 | RBC | Stadion: Noordersportpark, Haarlem Toeschouwers: 450 |
| 25 oktober 1970 | Ferry Kock 49' Reint Laan 59' Johan Engelsma 87' |       |     | Stadion: Noordersportpark, Haarlem Toeschouwers: 450 |
| 25 oktober 1970 |                                                  |       |     | Stadion: Noordersportpark, Haarlem Toeschouwers: 450 |
| 25 oktober 1970 |                                                  |       |     | Stadion: Noordersportpark, Haarlem Toeschouwers: 450 |
|                 |                                                  |       |     |                                                      |

|                 |                         |       |                                        |                                                             |
| 25 oktober 1970 | PEC                     | 2 – 2 | Roda JC                                | Stadion: Gemeentelijk Sportpark, Zwolle Toeschouwers: 5.000 |
| 25 oktober 1970 | Pepe Fernandez 55', 87' |       | 14' Wim Langenhuizen 73' Jan Deswijzen | Stadion: Gemeentelijk Sportpark, Zwolle Toeschouwers: 5.000 |
| 25 oktober 1970 |                         |       |                                        | Stadion: Gemeentelijk Sportpark, Zwolle Toeschouwers: 5.000 |
| 25 oktober 1970 |                         |       |                                        | Stadion: Gemeentelijk Sportpark, Zwolle Toeschouwers: 5.000 |
|                 |                         |       |                                        |                                                             |

|                 |                                              |       |                     |                                                   |
| 25 oktober 1970 | ZFC                                          | 4 – 0 | Fortuna Vlaardingen | Stadion: Hoornseveld, Zaandam Toeschouwers: 1.000 |
| 25 oktober 1970 | Eduard Maatman 50', 67', 82' Hans Bakker 51' |       |                     | Stadion: Hoornseveld, Zaandam Toeschouwers: 1.000 |
| 25 oktober 1970 |                                              |       |                     | Stadion: Hoornseveld, Zaandam Toeschouwers: 1.000 |
| 25 oktober 1970 |                                              |       |                     | Stadion: Hoornseveld, Zaandam Toeschouwers: 1.000 |
|                 |                                              |       |                     |                                                   |

|                 |                 |                                |           |                                                 |
| 25 oktober 1970 | De Volewijckers | 0 – 2                          | Eindhoven | Stadion: Mosveld, Amsterdam Toeschouwers: 5.000 |
| 25 oktober 1970 |                 | 32' Wim Brouns 60' Joop Oomens |           | Stadion: Mosveld, Amsterdam Toeschouwers: 5.000 |
| 25 oktober 1970 |                 |                                |           | Stadion: Mosveld, Amsterdam Toeschouwers: 5.000 |
| 25 oktober 1970 |                 |                                |           | Stadion: Mosveld, Amsterdam Toeschouwers: 5.000 |
|                 |                 |                                |           |                                                 |

## Speelronde 10
|                 |                                    |       |                  |                                              |
| 1 november 1970 | Hermes DVS                         | 2 – 1 | ZFC              | Stadion: Harga, Schiedam Toeschouwers: 1.500 |
| 1 november 1970 | Mede Ruis 3' Ger Bakkes 75' (pen.) |       | 58' Dick Helling | Stadion: Harga, Schiedam Toeschouwers: 1.500 |
| 1 november 1970 |                                    |       |                  | Stadion: Harga, Schiedam Toeschouwers: 1.500 |
| 1 november 1970 |                                    |       |                  | Stadion: Harga, Schiedam Toeschouwers: 1.500 |
|                 |                                    |       |                  |                                              |

|                 |                                   |       |     |                                                       |
| 1 november 1970 | SC Drente                         | 2 – 0 | PEC | Stadion: De Planeet, Klazienaveen Toeschouwers: 3.000 |
| 1 november 1970 | Tonny Roosken 38' Wout Bosman 63' |       |     | Stadion: De Planeet, Klazienaveen Toeschouwers: 3.000 |
| 1 november 1970 |                                   |       |     | Stadion: De Planeet, Klazienaveen Toeschouwers: 3.000 |
| 1 november 1970 |                                   |       |     | Stadion: De Planeet, Klazienaveen Toeschouwers: 3.000 |
|                 |                                   |       |     |                                                       |

|                 |                                     |       |                                       |                                                   |
| 1 november 1970 | Baronie                             | 3 – 2 | De Volewijckers                       | Stadion: De Blauwe Kei, Breda Toeschouwers: 2.500 |
| 1 november 1970 | Ger Saris 3', 74' Dick Hoogmoed 15' |       | 6' (pen.) Piet Boogaard 86' Co Meijer | Stadion: De Blauwe Kei, Breda Toeschouwers: 2.500 |
| 1 november 1970 |                                     |       |                                       | Stadion: De Blauwe Kei, Breda Toeschouwers: 2.500 |
| 1 november 1970 |                                     |       |                                       | Stadion: De Blauwe Kei, Breda Toeschouwers: 2.500 |
|                 |                                     |       |                                       |                                                   |

|                 |        |                  |       |                                                                           |
| 1 november 1970 | FC VVV | 0 – 1            | AGOVV | Stadion: De Kraal, Venlo Toeschouwers: 4.500 Scheidsrechter: Joop Mulders |
| 1 november 1970 |        | 54' Arie Beekman |       | Stadion: De Kraal, Venlo Toeschouwers: 4.500 Scheidsrechter: Joop Mulders |
| 1 november 1970 |        |                  |       | Stadion: De Kraal, Venlo Toeschouwers: 4.500 Scheidsrechter: Joop Mulders |
| 1 november 1970 |        |                  |       | Stadion: De Kraal, Venlo Toeschouwers: 4.500 Scheidsrechter: Joop Mulders |
|                 |        |                  |       |                                                                           |

|                 |                                              |       |                   |                                                    |
| 1 november 1970 | RBC                                          | 2 – 1 | RCH               | Stadion: De Luiten, Roosendaal Toeschouwers: 4.000 |
| 1 november 1970 | Piet Hopstaken 40' Pierre van Hal 60' (pen.) |       | 62' Cornelis Smit | Stadion: De Luiten, Roosendaal Toeschouwers: 4.000 |
| 1 november 1970 |                                              |       |                   | Stadion: De Luiten, Roosendaal Toeschouwers: 4.000 |
| 1 november 1970 |                                              |       |                   | Stadion: De Luiten, Roosendaal Toeschouwers: 4.000 |
|                 |                                              |       |                   |                                                    |

|                 |                                    |       |                        |                                                  |
| 1 november 1970 | Roda JC                            | 2 – 2 | NOAD                   | Stadion: Kaalheide, Kerkrade Toeschouwers: 1.500 |
| 1 november 1970 | Hens Fischer 22' Jan Deswijzen 85' |       | 52', 57' Piet van Dijk | Stadion: Kaalheide, Kerkrade Toeschouwers: 1.500 |
| 1 november 1970 |                                    |       |                        | Stadion: Kaalheide, Kerkrade Toeschouwers: 1.500 |
| 1 november 1970 |                                    |       |                        | Stadion: Kaalheide, Kerkrade Toeschouwers: 1.500 |
|                 |                                    |       |                        |                                                  |

|                 |                                        |       |             |                                                      |
| 1 november 1970 | Fortuna Vlaardingen                    | 3 – 0 | SC Gooiland | Stadion: Floreslaan, Vlaardingen Toeschouwers: 2.000 |
| 1 november 1970 | Aad Reijgersberg 16', 75' Ger Pijl 54' |       |             | Stadion: Floreslaan, Vlaardingen Toeschouwers: 2.000 |
| 1 november 1970 |                                        |       |             | Stadion: Floreslaan, Vlaardingen Toeschouwers: 2.000 |
| 1 november 1970 |                                        |       |             | Stadion: Floreslaan, Vlaardingen Toeschouwers: 2.000 |
|                 |                                        |       |             |                                                      |

|                 |                 |       |     |                                                    |
| 1 november 1970 | Eindhoven       | 1 – 0 | EDO | Stadion: Aalsterweg, Eindhoven Toeschouwers: 5.000 |
| 1 november 1970 | Joop Oomens 42' |       |     | Stadion: Aalsterweg, Eindhoven Toeschouwers: 5.000 |
| 1 november 1970 |                 |       |     | Stadion: Aalsterweg, Eindhoven Toeschouwers: 5.000 |
| 1 november 1970 |                 |       |     | Stadion: Aalsterweg, Eindhoven Toeschouwers: 5.000 |
|                 |                 |       |     |                                                    |

## Speelronde 11
|                  |                     |       |                      |                                                                                           |
| 15 november 1970 | PEC                 | 1 – 2 | FC VVV               | Stadion: Gemeentelijk Sportpark, Zwolle Toeschouwers: 4.500 Scheidsrechter: Cees de Bruin |
| 15 november 1970 | Wojo Gardašević 24' |       | 38', 87' Jan Verbong | Stadion: Gemeentelijk Sportpark, Zwolle Toeschouwers: 4.500 Scheidsrechter: Cees de Bruin |
| 15 november 1970 |                     |       |                      | Stadion: Gemeentelijk Sportpark, Zwolle Toeschouwers: 4.500 Scheidsrechter: Cees de Bruin |
| 15 november 1970 |                     |       |                      | Stadion: Gemeentelijk Sportpark, Zwolle Toeschouwers: 4.500 Scheidsrechter: Cees de Bruin |
|                  |                     |       |                      |                                                                                           |

|                  |     |       |     |                                                   |
| 15 november 1970 | ZFC | 0 – 0 | RBC | Stadion: Hoornseveld, Zaandam Toeschouwers: 1.500 |
| 15 november 1970 |     |       |     | Stadion: Hoornseveld, Zaandam Toeschouwers: 1.500 |
| 15 november 1970 |     |       |     | Stadion: Hoornseveld, Zaandam Toeschouwers: 1.500 |
| 15 november 1970 |     |       |     | Stadion: Hoornseveld, Zaandam Toeschouwers: 1.500 |
|                  |     |       |     |                                                   |

|                  |     |       |           |                                                       |
| 15 november 1970 | RCH | 0 – 0 | Eindhoven | Stadion: Sportparklaan, Heemstede Toeschouwers: 2.000 |
| 15 november 1970 |     |       |           | Stadion: Sportparklaan, Heemstede Toeschouwers: 2.000 |
| 15 november 1970 |     |       |           | Stadion: Sportparklaan, Heemstede Toeschouwers: 2.000 |
| 15 november 1970 |     |       |           | Stadion: Sportparklaan, Heemstede Toeschouwers: 2.000 |
|                  |     |       |           |                                                       |

|                  |       |       |                     |                                                    |
| 15 november 1970 | AGOVV | 0 – 0 | Fortuna Vlaardingen | Stadion: Berg & Bos, Apeldoorn Toeschouwers: 4.000 |
| 15 november 1970 |       |       |                     | Stadion: Berg & Bos, Apeldoorn Toeschouwers: 4.000 |
| 15 november 1970 |       |       |                     | Stadion: Berg & Bos, Apeldoorn Toeschouwers: 4.000 |
| 15 november 1970 |       |       |                     | Stadion: Berg & Bos, Apeldoorn Toeschouwers: 4.000 |
|                  |       |       |                     |                                                    |

|                  |                                  |       |         |                                                        |
| 15 november 1970 | EDO                              | 2 – 0 | Baronie | Stadion: Noordersportpark, Haarlem Toeschouwers: 1.500 |
| 15 november 1970 | Herman Kamoen 25' Ferry Kock 87' |       |         | Stadion: Noordersportpark, Haarlem Toeschouwers: 1.500 |
| 15 november 1970 |                                  |       |         | Stadion: Noordersportpark, Haarlem Toeschouwers: 1.500 |
| 15 november 1970 |                                  |       |         | Stadion: Noordersportpark, Haarlem Toeschouwers: 1.500 |
|                  |                                  |       |         |                                                        |

|                  |                        |       |           |                                                            |
| 15 november 1970 | NOAD                   | 2 – 0 | SC Drente | Stadion: Gemeentelijk Sportpark, Tilburg Toeschouwers: 750 |
| 15 november 1970 | Piet van Dijk 75', 82' |       |           | Stadion: Gemeentelijk Sportpark, Tilburg Toeschouwers: 750 |
| 15 november 1970 |                        |       |           | Stadion: Gemeentelijk Sportpark, Tilburg Toeschouwers: 750 |
| 15 november 1970 |                        |       |           | Stadion: Gemeentelijk Sportpark, Tilburg Toeschouwers: 750 |
|                  |                        |       |           |                                                            |

|                  |                   |       |                     |                                                                |
| 15 november 1970 | SC Gooiland       | 1 – 1 | Hermes DVS          | Stadion: Gemeentelijk Sportpark, Hilversum Toeschouwers: 2.500 |
| 15 november 1970 | Michel Struik 56' |       | 65' Cees van Kooten | Stadion: Gemeentelijk Sportpark, Hilversum Toeschouwers: 2.500 |
| 15 november 1970 |                   |       |                     | Stadion: Gemeentelijk Sportpark, Hilversum Toeschouwers: 2.500 |
| 15 november 1970 |                   |       |                     | Stadion: Gemeentelijk Sportpark, Hilversum Toeschouwers: 2.500 |
|                  |                   |       |                     |                                                                |

|                  |                 |       |                |                                                 |
| 15 november 1970 | De Volewijckers | 1 – 1 | Limburgia      | Stadion: Mosveld, Amsterdam Toeschouwers: 1.800 |
| 15 november 1970 | Co Stout 43'    |       | 78' Joop Deben | Stadion: Mosveld, Amsterdam Toeschouwers: 1.800 |
| 15 november 1970 |                 |       |                | Stadion: Mosveld, Amsterdam Toeschouwers: 1.800 |
| 15 november 1970 |                 |       |                | Stadion: Mosveld, Amsterdam Toeschouwers: 1.800 |
|                  |                 |       |                |                                                 |

## Speelronde 12
|                  |                                    |       |       |                                              |
| 22 november 1970 | Hermes DVS                         | 2 – 0 | AGOVV | Stadion: Harga, Schiedam Toeschouwers: 2.000 |
| 22 november 1970 | Ger Bakkes 44' Cees van Kooten 88' |       |       | Stadion: Harga, Schiedam Toeschouwers: 2.000 |
| 22 november 1970 |                                    |       |       | Stadion: Harga, Schiedam Toeschouwers: 2.000 |
| 22 november 1970 |                                    |       |       | Stadion: Harga, Schiedam Toeschouwers: 2.000 |
|                  |                                    |       |       |                                              |

|                  |        |       |      |                                                                             |
| 22 november 1970 | FC VVV | 0 – 0 | NOAD | Stadion: De Kraal, Venlo Toeschouwers: 5.000 Scheidsrechter: Tjeerd Elsinga |
| 22 november 1970 |        |       |      | Stadion: De Kraal, Venlo Toeschouwers: 5.000 Scheidsrechter: Tjeerd Elsinga |
| 22 november 1970 |        |       |      | Stadion: De Kraal, Venlo Toeschouwers: 5.000 Scheidsrechter: Tjeerd Elsinga |
| 22 november 1970 |        |       |      | Stadion: De Kraal, Venlo Toeschouwers: 5.000 Scheidsrechter: Tjeerd Elsinga |
|                  |        |       |      |                                                                             |

|                  |                    |       |                    |                                                    |
| 22 november 1970 | RBC                | 1 – 1 | SC Gooiland        | Stadion: De Luiten, Roosendaal Toeschouwers: 3.000 |
| 22 november 1970 | Fred Gillissen 37' |       | 60' Wim Riechelman | Stadion: De Luiten, Roosendaal Toeschouwers: 3.000 |
| 22 november 1970 |                    |       |                    | Stadion: De Luiten, Roosendaal Toeschouwers: 3.000 |
| 22 november 1970 |                    |       |                    | Stadion: De Luiten, Roosendaal Toeschouwers: 3.000 |
|                  |                    |       |                    |                                                    |

|                  |                                    |       |     |                                               |
| 22 november 1970 | Limburgia                          | 2 – 0 | EDO | Stadion: Venweg, Brunssum Toeschouwers: 2.000 |
| 22 november 1970 | Wim Logister 50' Ties Klinkers 67' |       |     | Stadion: Venweg, Brunssum Toeschouwers: 2.000 |
| 22 november 1970 |                                    |       |     | Stadion: Venweg, Brunssum Toeschouwers: 2.000 |
| 22 november 1970 |                                    |       |     | Stadion: Venweg, Brunssum Toeschouwers: 2.000 |
|                  |                                    |       |     |                                               |

|                  |                     |                                  |     |                                                      |
| 22 november 1970 | Fortuna Vlaardingen | 0 – 2                            | PEC | Stadion: Floreslaan, Vlaardingen Toeschouwers: 3.500 |
| 22 november 1970 |                     | 6' Herman Heskamp 25' Lody Kragt |     | Stadion: Floreslaan, Vlaardingen Toeschouwers: 3.500 |
| 22 november 1970 |                     |                                  |     | Stadion: Floreslaan, Vlaardingen Toeschouwers: 3.500 |
| 22 november 1970 |                     |                                  |     | Stadion: Floreslaan, Vlaardingen Toeschouwers: 3.500 |
|                  |                     |                                  |     |                                                      |

|                  |                   |       |                     |                                                    |
| 22 november 1970 | Eindhoven         | 1 – 1 | ZFC                 | Stadion: Aalsterweg, Eindhoven Toeschouwers: 5.000 |
| 22 november 1970 | Willy Senders 64' |       | 74' Peter van Ingen | Stadion: Aalsterweg, Eindhoven Toeschouwers: 5.000 |
| 22 november 1970 |                   |       |                     | Stadion: Aalsterweg, Eindhoven Toeschouwers: 5.000 |
| 22 november 1970 |                   |       |                     | Stadion: Aalsterweg, Eindhoven Toeschouwers: 5.000 |
|                  |                   |       |                     |                                                    |

|                  |           |       |         |                                                       |
| 22 november 1970 | SC Drente | 0 – 0 | Roda JC | Stadion: De Planeet, Klazienaveen Toeschouwers: 3.000 |
| 22 november 1970 |           |       |         | Stadion: De Planeet, Klazienaveen Toeschouwers: 3.000 |
| 22 november 1970 |           |       |         | Stadion: De Planeet, Klazienaveen Toeschouwers: 3.000 |
| 22 november 1970 |           |       |         | Stadion: De Planeet, Klazienaveen Toeschouwers: 3.000 |
|                  |           |       |         |                                                       |

|                  |                           |       |                       |                                                   |
| 22 november 1970 | Baronie                   | 1 – 1 | RCH                   | Stadion: De Blauwe Kei, Breda Toeschouwers: 1.600 |
| 22 november 1970 | Gerrie Reedijk 40' (pen.) |       | 35' Piet van den Berg | Stadion: De Blauwe Kei, Breda Toeschouwers: 1.600 |
| 22 november 1970 |                           |       |                       | Stadion: De Blauwe Kei, Breda Toeschouwers: 1.600 |
| 22 november 1970 |                           |       |                       | Stadion: De Blauwe Kei, Breda Toeschouwers: 1.600 |
|                  |                           |       |                       |                                                   |

## Speelronde 13
|                  |                                  |       |                     |                                                              |
| 29 november 1970 | NOAD                             | 2 – 1 | Fortuna Vlaardingen | Stadion: Gemeentelijk Sportpark, Tilburg Toeschouwers: 1.200 |
| 29 november 1970 | Bart Stovers 14' Theo Netten 35' |       | 73' Jan Bouman      | Stadion: Gemeentelijk Sportpark, Tilburg Toeschouwers: 1.200 |
| 29 november 1970 |                                  |       |                     | Stadion: Gemeentelijk Sportpark, Tilburg Toeschouwers: 1.200 |
| 29 november 1970 |                                  |       |                     | Stadion: Gemeentelijk Sportpark, Tilburg Toeschouwers: 1.200 |
|                  |                                  |       |                     |                                                              |

|                  |             |                                                                  |           |                                                                |
| 29 november 1970 | SC Gooiland | 0 – 3                                                            | Eindhoven | Stadion: Gemeentelijk Sportpark, Hilversum Toeschouwers: 3.500 |
| 29 november 1970 |             | 1' (e.d.) Karel Sülzle 64' Fritske van der Boer 69' Gerard Weber |           | Stadion: Gemeentelijk Sportpark, Hilversum Toeschouwers: 3.500 |
| 29 november 1970 |             |                                                                  |           | Stadion: Gemeentelijk Sportpark, Hilversum Toeschouwers: 3.500 |
| 29 november 1970 |             |                                                                  |           | Stadion: Gemeentelijk Sportpark, Hilversum Toeschouwers: 3.500 |
|                  |             |                                                                  |           |                                                                |

|                  |     |                                      |                 |                                                        |
| 29 november 1970 | EDO | 0 – 2                                | De Volewijckers | Stadion: Noordersportpark, Haarlem Toeschouwers: 1.250 |
| 29 november 1970 |     | 40' Tonny Coster 65' Pim Waaijenberg |                 | Stadion: Noordersportpark, Haarlem Toeschouwers: 1.250 |
| 29 november 1970 |     |                                      |                 | Stadion: Noordersportpark, Haarlem Toeschouwers: 1.250 |
| 29 november 1970 |     |                                      |                 | Stadion: Noordersportpark, Haarlem Toeschouwers: 1.250 |
|                  |     |                                      |                 |                                                        |

|                  |               |       |                     |                                                             |
| 29 november 1970 | PEC           | 1 – 1 | Hermes DVS          | Stadion: Gemeentelijk Sportpark, Zwolle Toeschouwers: 4.500 |
| 29 november 1970 | Jan Kroes 44' |       | 30' Cees van Kooten | Stadion: Gemeentelijk Sportpark, Zwolle Toeschouwers: 4.500 |
| 29 november 1970 |               |       |                     | Stadion: Gemeentelijk Sportpark, Zwolle Toeschouwers: 4.500 |
| 29 november 1970 |               |       |                     | Stadion: Gemeentelijk Sportpark, Zwolle Toeschouwers: 4.500 |
|                  |               |       |                     |                                                             |

|                  |                 |       |         |                                                   |
| 29 november 1970 | ZFC             | 1 – 0 | Baronie | Stadion: Hoornseveld, Zaandam Toeschouwers: 1.200 |
| 29 november 1970 | Hans Bakker 50' |       |         | Stadion: Hoornseveld, Zaandam Toeschouwers: 1.200 |
| 29 november 1970 |                 |       |         | Stadion: Hoornseveld, Zaandam Toeschouwers: 1.200 |
| 29 november 1970 |                 |       |         | Stadion: Hoornseveld, Zaandam Toeschouwers: 1.200 |
|                  |                 |       |         |                                                   |

|                  |                      |       |        |                                                                               |
| 29 november 1970 | Roda JC              | 1 – 0 | FC VVV | Stadion: Kaalheide, Kerkrade Toeschouwers: 2.000 Scheidsrechter: Henk Klopper |
| 29 november 1970 | Josef Martinelli 20' |       |        | Stadion: Kaalheide, Kerkrade Toeschouwers: 2.000 Scheidsrechter: Henk Klopper |
| 29 november 1970 |                      |       |        | Stadion: Kaalheide, Kerkrade Toeschouwers: 2.000 Scheidsrechter: Henk Klopper |
| 29 november 1970 |                      |       |        | Stadion: Kaalheide, Kerkrade Toeschouwers: 2.000 Scheidsrechter: Henk Klopper |
|                  |                      |       |        |                                                                               |

|                  |                          |       |     |                                                    |
| 29 november 1970 | AGOVV                    | 2 – 0 | RBC | Stadion: Berg & Bos, Apeldoorn Toeschouwers: 3.500 |
| 29 november 1970 | Jacques Wentink 47', 80' |       |     | Stadion: Berg & Bos, Apeldoorn Toeschouwers: 3.500 |
| 29 november 1970 |                          |       |     | Stadion: Berg & Bos, Apeldoorn Toeschouwers: 3.500 |
| 29 november 1970 |                          |       |     | Stadion: Berg & Bos, Apeldoorn Toeschouwers: 3.500 |
|                  |                          |       |     |                                                    |

|                  |                |       |                   |                                                       |
| 29 november 1970 | RCH            | 1 – 1 | Limburgia         | Stadion: Sportparklaan, Heemstede Toeschouwers: 1.500 |
| 29 november 1970 | Jan Stoute 25' |       | 62' Ties Klinkers | Stadion: Sportparklaan, Heemstede Toeschouwers: 1.500 |
| 29 november 1970 |                |       |                   | Stadion: Sportparklaan, Heemstede Toeschouwers: 1.500 |
| 29 november 1970 |                |       |                   | Stadion: Sportparklaan, Heemstede Toeschouwers: 1.500 |
|                  |                |       |                   |                                                       |

## Speelronde 14
|                 |                    |       |      |                                              |
| 6 december 1970 | Hermes DVS         | 2 – 0 | NOAD | Stadion: Harga, Schiedam Toeschouwers: 1.500 |
| 6 december 1970 | Mede Ruis 32', 83' |       |      | Stadion: Harga, Schiedam Toeschouwers: 1.500 |
| 6 december 1970 |                    |       |      | Stadion: Harga, Schiedam Toeschouwers: 1.500 |
| 6 december 1970 |                    |       |      | Stadion: Harga, Schiedam Toeschouwers: 1.500 |
|                 |                    |       |      |                                              |

|                 |                     |       |                 |                                                      |
| 6 december 1970 | Fortuna Vlaardingen | 1 – 1 | Roda JC         | Stadion: Floreslaan, Vlaardingen Toeschouwers: 2.000 |
| 6 december 1970 | Jan Bouman 25'      |       | 38' John Meuser | Stadion: Floreslaan, Vlaardingen Toeschouwers: 2.000 |
| 6 december 1970 |                     |       |                 | Stadion: Floreslaan, Vlaardingen Toeschouwers: 2.000 |
| 6 december 1970 |                     |       |                 | Stadion: Floreslaan, Vlaardingen Toeschouwers: 2.000 |
|                 |                     |       |                 |                                                      |

|                 |                |       |                 |                                                    |
| 6 december 1970 | Eindhoven      | 1 – 1 | AGOVV           | Stadion: Aalsterweg, Eindhoven Toeschouwers: 5.000 |
| 6 december 1970 | Wim Brouns 44' |       | 40' Piet Panman | Stadion: Aalsterweg, Eindhoven Toeschouwers: 5.000 |
| 6 december 1970 |                |       |                 | Stadion: Aalsterweg, Eindhoven Toeschouwers: 5.000 |
| 6 december 1970 |                |       |                 | Stadion: Aalsterweg, Eindhoven Toeschouwers: 5.000 |
|                 |                |       |                 |                                                    |

|                 |                 |       |     |                                                 |
| 6 december 1970 | De Volewijckers | 0 – 0 | RCH | Stadion: Mosveld, Amsterdam Toeschouwers: 2.400 |
| 6 december 1970 |                 |       |     | Stadion: Mosveld, Amsterdam Toeschouwers: 2.400 |
| 6 december 1970 |                 |       |     | Stadion: Mosveld, Amsterdam Toeschouwers: 2.400 |
| 6 december 1970 |                 |       |     | Stadion: Mosveld, Amsterdam Toeschouwers: 2.400 |
|                 |                 |       |     |                                                 |

|                 |                                      |       |                                           |                                                 |
| 6 december 1970 | Baronie                              | 2 – 2 | SC Gooiland                               | Stadion: De Blauwe Kei, Breda Toeschouwers: 900 |
| 6 december 1970 | Dick Hoogmoed 29' Gerrie Reedijk 36' |       | 38' Marcel van der Lugt 62' Michel Struik | Stadion: De Blauwe Kei, Breda Toeschouwers: 900 |
| 6 december 1970 |                                      |       |                                           | Stadion: De Blauwe Kei, Breda Toeschouwers: 900 |
| 6 december 1970 |                                      |       |                                           | Stadion: De Blauwe Kei, Breda Toeschouwers: 900 |
|                 |                                      |       |                                           |                                                 |

|                 |                  |       |                  |                                                                                |
| 6 december 1970 | FC VVV           | 1 – 1 | SC Drente        | Stadion: De Kraal, Venlo Toeschouwers: 2.000 Scheidsrechter: Piet Schouwenaars |
| 6 december 1970 | Huub Schuurs 89' |       | 4' Bennie Kracht | Stadion: De Kraal, Venlo Toeschouwers: 2.000 Scheidsrechter: Piet Schouwenaars |
| 6 december 1970 |                  |       |                  | Stadion: De Kraal, Venlo Toeschouwers: 2.000 Scheidsrechter: Piet Schouwenaars |
| 6 december 1970 |                  |       |                  | Stadion: De Kraal, Venlo Toeschouwers: 2.000 Scheidsrechter: Piet Schouwenaars |
|                 |                  |       |                  |                                                                                |

|                 |              |       |                                     |                                                    |
| 6 december 1970 | RBC          | 1 – 2 | PEC                                 | Stadion: De Luiten, Roosendaal Toeschouwers: 3.000 |
| 6 december 1970 | Ben Redel 7' |       | 56' Pepe Fernandez 71' Ben Hendriks | Stadion: De Luiten, Roosendaal Toeschouwers: 3.000 |
| 6 december 1970 |              |       |                                     | Stadion: De Luiten, Roosendaal Toeschouwers: 3.000 |
| 6 december 1970 |              |       |                                     | Stadion: De Luiten, Roosendaal Toeschouwers: 3.000 |
|                 |              |       |                                     |                                                    |

|                 |                                 |       |                      |                                               |
| 6 december 1970 | Limburgia                       | 2 – 2 | ZFC                  | Stadion: Venweg, Brunssum Toeschouwers: 4.000 |
| 6 december 1970 | Willy Coolen 13' Wim Vrösch 46' |       | 55', 57' Hans Bakker | Stadion: Venweg, Brunssum Toeschouwers: 4.000 |
| 6 december 1970 |                                 |       |                      | Stadion: Venweg, Brunssum Toeschouwers: 4.000 |
| 6 december 1970 |                                 |       |                      | Stadion: Venweg, Brunssum Toeschouwers: 4.000 |
|                 |                                 |       |                      |                                               |

## Speelronde 15
|                  |         |       |            |                                                  |
| 13 december 1970 | Roda JC | 0 – 0 | Hermes DVS | Stadion: Kaalheide, Kerkrade Toeschouwers: 2.600 |
| 13 december 1970 |         |       |            | Stadion: Kaalheide, Kerkrade Toeschouwers: 2.600 |
| 13 december 1970 |         |       |            | Stadion: Kaalheide, Kerkrade Toeschouwers: 2.600 |
| 13 december 1970 |         |       |            | Stadion: Kaalheide, Kerkrade Toeschouwers: 2.600 |
|                  |         |       |            |                                                  |

|                  |       |                   |         |                                                    |
| 13 december 1970 | AGOVV | 0 – 1             | Baronie | Stadion: Berg & Bos, Apeldoorn Toeschouwers: 6.000 |
| 13 december 1970 |       | 52' Dick Hoogmoed |         | Stadion: Berg & Bos, Apeldoorn Toeschouwers: 6.000 |
| 13 december 1970 |       |                   |         | Stadion: Berg & Bos, Apeldoorn Toeschouwers: 6.000 |
| 13 december 1970 |       |                   |         | Stadion: Berg & Bos, Apeldoorn Toeschouwers: 6.000 |
|                  |       |                   |         |                                                    |

|                  |             |       |           |                                                                |
| 13 december 1970 | SC Gooiland | 0 – 0 | Limburgia | Stadion: Gemeentelijk Sportpark, Hilversum Toeschouwers: 3.000 |
| 13 december 1970 |             |       |           | Stadion: Gemeentelijk Sportpark, Hilversum Toeschouwers: 3.000 |
| 13 december 1970 |             |       |           | Stadion: Gemeentelijk Sportpark, Hilversum Toeschouwers: 3.000 |
| 13 december 1970 |             |       |           | Stadion: Gemeentelijk Sportpark, Hilversum Toeschouwers: 3.000 |
|                  |             |       |           |                                                                |

|                  |                                                                      |       |     |                                                              |
| 13 december 1970 | NOAD                                                                 | 5 – 0 | RBC | Stadion: Gemeentelijk Sportpark, Tilburg Toeschouwers: 1.000 |
| 13 december 1970 | Jacques von Ranzow 18', 43' Gerard Netten 55', 78' Piet van Dijk 85' |       |     | Stadion: Gemeentelijk Sportpark, Tilburg Toeschouwers: 1.000 |
| 13 december 1970 |                                                                      |       |     | Stadion: Gemeentelijk Sportpark, Tilburg Toeschouwers: 1.000 |
| 13 december 1970 |                                                                      |       |     | Stadion: Gemeentelijk Sportpark, Tilburg Toeschouwers: 1.000 |
|                  |                                                                      |       |     |                                                              |

|                  |                 |       |                 |                                                   |
| 13 december 1970 | ZFC             | 1 – 0 | De Volewijckers | Stadion: Hoornseveld, Zaandam Toeschouwers: 3.500 |
| 13 december 1970 | Ruud Muskee 36' |       |                 | Stadion: Hoornseveld, Zaandam Toeschouwers: 3.500 |
| 13 december 1970 |                 |       |                 | Stadion: Hoornseveld, Zaandam Toeschouwers: 3.500 |
| 13 december 1970 |                 |       |                 | Stadion: Hoornseveld, Zaandam Toeschouwers: 3.500 |
|                  |                 |       |                 |                                                   |

|                  |           |                                      |                     |                                                       |
| 13 december 1970 | SC Drente | 0 – 2                                | Fortuna Vlaardingen | Stadion: De Planeet, Klazienaveen Toeschouwers: 2.000 |
| 13 december 1970 |           | 27' Cees Bouman 48' Aad Reijgersberg |                     | Stadion: De Planeet, Klazienaveen Toeschouwers: 2.000 |
| 13 december 1970 |           |                                      |                     | Stadion: De Planeet, Klazienaveen Toeschouwers: 2.000 |
| 13 december 1970 |           |                                      |                     | Stadion: De Planeet, Klazienaveen Toeschouwers: 2.000 |
|                  |           |                                      |                     |                                                       |

|                  |                    |       |           |                                                              |
| 13 december 1970 | PEC                | 1 – 0 | Eindhoven | Stadion: Gemeentelijk Sportpark, Zwolle Toeschouwers: 10.000 |
| 13 december 1970 | Pepe Fernandez 81' |       |           | Stadion: Gemeentelijk Sportpark, Zwolle Toeschouwers: 10.000 |
| 13 december 1970 |                    |       |           | Stadion: Gemeentelijk Sportpark, Zwolle Toeschouwers: 10.000 |
| 13 december 1970 |                    |       |           | Stadion: Gemeentelijk Sportpark, Zwolle Toeschouwers: 10.000 |
|                  |                    |       |           |                                                              |

|                  |                                                         |       |                     |                                                       |
| 13 december 1970 | RCH                                                     | 3 – 1 | EDO                 | Stadion: Sportparklaan, Heemstede Toeschouwers: 2.500 |
| 13 december 1970 | Piet van den Berg 3' Ton Smit 35' (pen.) Jan Stoute 70' |       | 80' Wim van Polanen | Stadion: Sportparklaan, Heemstede Toeschouwers: 2.500 |
| 13 december 1970 |                                                         |       |                     | Stadion: Sportparklaan, Heemstede Toeschouwers: 2.500 |
| 13 december 1970 |                                                         |       |                     | Stadion: Sportparklaan, Heemstede Toeschouwers: 2.500 |
|                  |                                                         |       |                     |                                                       |

## Speelronde 16
|                  |                                                               |       |           |                                              |
| 20 december 1970 | Hermes DVS                                                    | 3 – 0 | SC Drente | Stadion: Harga, Schiedam Toeschouwers: 1.000 |
| 20 december 1970 | Cees van Kooten 39' Ger Bakkes 77' (pen.) Ties van Duppen 78' |       |           | Stadion: Harga, Schiedam Toeschouwers: 1.000 |
| 20 december 1970 |                                                               |       |           | Stadion: Harga, Schiedam Toeschouwers: 1.000 |
| 20 december 1970 |                                                               |       |           | Stadion: Harga, Schiedam Toeschouwers: 1.000 |
|                  |                                                               |       |           |                                              |

|                  |                   |       |                   |                                                   |
| 20 december 1970 | Baronie           | 1 – 1 | PEC               | Stadion: De Blauwe Kei, Breda Toeschouwers: 3.500 |
| 20 december 1970 | Dick Hoogmoed 52' |       | 57' Fons Stoffels | Stadion: De Blauwe Kei, Breda Toeschouwers: 3.500 |
| 20 december 1970 |                   |       |                   | Stadion: De Blauwe Kei, Breda Toeschouwers: 3.500 |
| 20 december 1970 |                   |       |                   | Stadion: De Blauwe Kei, Breda Toeschouwers: 3.500 |
|                  |                   |       |                   |                                                   |

|                  |                        |       |                                          |                                                        |
| 20 december 1970 | EDO                    | 2 – 3 | ZFC                                      | Stadion: Noordersportpark, Haarlem Toeschouwers: 1.000 |
| 20 december 1970 | Herman Kamoen 30', 84' |       | 63', 81' Eduard Maatman 76' Dick Helling | Stadion: Noordersportpark, Haarlem Toeschouwers: 1.000 |
| 20 december 1970 |                        |       |                                          | Stadion: Noordersportpark, Haarlem Toeschouwers: 1.000 |
| 20 december 1970 |                        |       |                                          | Stadion: Noordersportpark, Haarlem Toeschouwers: 1.000 |
|                  |                        |       |                                          |                                                        |

|                  |     |       |         |                                                    |
| 20 december 1970 | RBC | 0 – 0 | Roda JC | Stadion: De Luiten, Roosendaal Toeschouwers: 2.500 |
| 20 december 1970 |     |       |         | Stadion: De Luiten, Roosendaal Toeschouwers: 2.500 |
| 20 december 1970 |     |       |         | Stadion: De Luiten, Roosendaal Toeschouwers: 2.500 |
| 20 december 1970 |     |       |         | Stadion: De Luiten, Roosendaal Toeschouwers: 2.500 |
|                  |     |       |         |                                                    |

|                  |                                        |       |       |                                               |
| 20 december 1970 | Limburgia                              | 3 – 0 | AGOVV | Stadion: Venweg, Brunssum Toeschouwers: 2.000 |
| 20 december 1970 | Gène Gerards 47' Joep Beckers 58', 77' |       |       | Stadion: Venweg, Brunssum Toeschouwers: 2.000 |
| 20 december 1970 |                                        |       |       | Stadion: Venweg, Brunssum Toeschouwers: 2.000 |
| 20 december 1970 |                                        |       |       | Stadion: Venweg, Brunssum Toeschouwers: 2.000 |
|                  |                                        |       |       |                                               |

|                  |                                     |       |                                       |                                                                                 |
| 20 december 1970 | Fortuna Vlaardingen                 | 3 – 3 | FC VVV                                | Stadion: Floreslaan, Vlaardingen Toeschouwers: 3.000 Scheidsrechter: Peter Gans |
| 20 december 1970 | Cees Bouman 35' Jan Bouman 63', 87' |       | 8', 64' Ves Jacobs 26' Harrie Heijnen | Stadion: Floreslaan, Vlaardingen Toeschouwers: 3.000 Scheidsrechter: Peter Gans |
| 20 december 1970 |                                     |       |                                       | Stadion: Floreslaan, Vlaardingen Toeschouwers: 3.000 Scheidsrechter: Peter Gans |
| 20 december 1970 |                                     |       |                                       | Stadion: Floreslaan, Vlaardingen Toeschouwers: 3.000 Scheidsrechter: Peter Gans |
|                  |                                     |       |                                       |                                                                                 |

|                  |           |       |      |                                                    |
| 20 december 1970 | Eindhoven | 0 – 0 | NOAD | Stadion: Aalsterweg, Eindhoven Toeschouwers: 4.000 |
| 20 december 1970 |           |       |      | Stadion: Aalsterweg, Eindhoven Toeschouwers: 4.000 |
| 20 december 1970 |           |       |      | Stadion: Aalsterweg, Eindhoven Toeschouwers: 4.000 |
| 20 december 1970 |           |       |      | Stadion: Aalsterweg, Eindhoven Toeschouwers: 4.000 |
|                  |           |       |      |                                                    |

|                  |                                                         |       |                   |                                                 |
| 20 december 1970 | De Volewijckers                                         | 4 – 1 | SC Gooiland       | Stadion: Mosveld, Amsterdam Toeschouwers: 3.000 |
| 20 december 1970 | Teun Jan Jongens 46' Co Stout 60', 89' Tonny Coster 66' |       | 44' Michel Struik | Stadion: Mosveld, Amsterdam Toeschouwers: 3.000 |
| 20 december 1970 |                                                         |       |                   | Stadion: Mosveld, Amsterdam Toeschouwers: 3.000 |
| 20 december 1970 |                                                         |       |                   | Stadion: Mosveld, Amsterdam Toeschouwers: 3.000 |
|                  |                                                         |       |                   |                                                 |

## Speelronde 17
|                 |                                                    |       |                                                 |                                                             |
| 10 januari 1971 | PEC                                                | 3 – 3 | De Volewijckers                                 | Stadion: Gemeentelijk Sportpark, Zwolle Toeschouwers: 6.000 |
| 10 januari 1971 | Henk Liotart 78' Lody Kragt 83' Freek Schutten 85' |       | 47' Tonny Coster 70' Piet Boogaard 87' Co Stout | Stadion: Gemeentelijk Sportpark, Zwolle Toeschouwers: 6.000 |
| 10 januari 1971 |                                                    |       |                                                 | Stadion: Gemeentelijk Sportpark, Zwolle Toeschouwers: 6.000 |
| 10 januari 1971 |                                                    |       |                                                 | Stadion: Gemeentelijk Sportpark, Zwolle Toeschouwers: 6.000 |
|                 |                                                    |       |                                                 |                                                             |

|                 |                     |       |                                          |                                                      |
| 10 januari 1971 | Fortuna Vlaardingen | 1 – 2 | Hermes DVS                               | Stadion: Floreslaan, Vlaardingen Toeschouwers: 7.000 |
| 10 januari 1971 | Jan Bouman 48'      |       | 8' Cees van Kooten 87' (pen.) Ger Bakkes | Stadion: Floreslaan, Vlaardingen Toeschouwers: 7.000 |
| 10 januari 1971 |                     |       |                                          | Stadion: Floreslaan, Vlaardingen Toeschouwers: 7.000 |
| 10 januari 1971 |                     |       |                                          | Stadion: Floreslaan, Vlaardingen Toeschouwers: 7.000 |
|                 |                     |       |                                          |                                                      |

|               |                                                         |       |                                     |                                                  |
| 14 maart 1971 | Roda JC                                                 | 3 – 2 | Baronie                             | Stadion: Kaalheide, Kerkrade Toeschouwers: 2.000 |
| 14 maart 1971 | Hens Fischer 19' Wim Langenhuizen 50' Horst Gnielka 86' |       | 34' Cees Heijboer 85' Dick Hoogmoed | Stadion: Kaalheide, Kerkrade Toeschouwers: 2.000 |
| 14 maart 1971 |                                                         |       |                                     | Stadion: Kaalheide, Kerkrade Toeschouwers: 2.000 |
| 14 maart 1971 |                                                         |       |                                     | Stadion: Kaalheide, Kerkrade Toeschouwers: 2.000 |
|               |                                                         |       |                                     |                                                  |

|               |                                    |       |                    |                                                                         |
| 14 maart 1971 | FC VVV                             | 2 – 1 | RBC                | Stadion: De Kraal, Venlo Toeschouwers: 2.000 Scheidsrechter: Jan Regtop |
| 14 maart 1971 | Harrie Heijnen 10' Jan Verbong 48' |       | 42' Toine van Loon | Stadion: De Kraal, Venlo Toeschouwers: 2.000 Scheidsrechter: Jan Regtop |
| 14 maart 1971 |                                    |       |                    | Stadion: De Kraal, Venlo Toeschouwers: 2.000 Scheidsrechter: Jan Regtop |
| 14 maart 1971 |                                    |       |                    | Stadion: De Kraal, Venlo Toeschouwers: 2.000 Scheidsrechter: Jan Regtop |
|               |                                    |       |                    |                                                                         |

|               |                   |       |           |                                                              |
| 21 maart 1971 | NOAD              | 1 – 0 | Limburgia | Stadion: Gemeentelijk Sportpark, Tilburg Toeschouwers: 1.000 |
| 21 maart 1971 | Piet van Dijk 29' |       |           | Stadion: Gemeentelijk Sportpark, Tilburg Toeschouwers: 1.000 |
| 21 maart 1971 |                   |       |           | Stadion: Gemeentelijk Sportpark, Tilburg Toeschouwers: 1.000 |
| 21 maart 1971 |                   |       |           | Stadion: Gemeentelijk Sportpark, Tilburg Toeschouwers: 1.000 |
|               |                   |       |           |                                                              |

|              |                   |       |     |                                                                |
| 4 april 1971 | SC Gooiland       | 1 – 0 | RCH | Stadion: Gemeentelijk Sportpark, Hilversum Toeschouwers: 2.000 |
| 4 april 1971 | Michel Struik 75' |       |     | Stadion: Gemeentelijk Sportpark, Hilversum Toeschouwers: 2.000 |
| 4 april 1971 |                   |       |     | Stadion: Gemeentelijk Sportpark, Hilversum Toeschouwers: 2.000 |
| 4 april 1971 |                   |       |     | Stadion: Gemeentelijk Sportpark, Hilversum Toeschouwers: 2.000 |
|              |                   |       |     |                                                                |

|              |                                           |       |                     |                                                    |
| 4 april 1971 | AGOVV                                     | 2 – 1 | EDO                 | Stadion: Berg & Bos, Apeldoorn Toeschouwers: 3.000 |
| 4 april 1971 | Adrie Steenbergen 59' Jacques Wentink 65' |       | 17' Wim van Polanen | Stadion: Berg & Bos, Apeldoorn Toeschouwers: 3.000 |
| 4 april 1971 |                                           |       |                     | Stadion: Berg & Bos, Apeldoorn Toeschouwers: 3.000 |
| 4 april 1971 |                                           |       |                     | Stadion: Berg & Bos, Apeldoorn Toeschouwers: 3.000 |
|              |                                           |       |                     |                                                    |

|              |           |       |           |                                                       |
| 4 april 1971 | SC Drente | 0 – 0 | Eindhoven | Stadion: De Planeet, Klazienaveen Toeschouwers: 3.500 |
| 4 april 1971 |           |       |           | Stadion: De Planeet, Klazienaveen Toeschouwers: 3.500 |
| 4 april 1971 |           |       |           | Stadion: De Planeet, Klazienaveen Toeschouwers: 3.500 |
| 4 april 1971 |           |       |           | Stadion: De Planeet, Klazienaveen Toeschouwers: 3.500 |
|              |           |       |           |                                                       |

## Speelronde 18
|                 |                                                             |       |       |                                                       |
| 17 januari 1971 | RCH                                                         | 4 – 0 | AGOVV | Stadion: Sportparklaan, Heemstede Toeschouwers: 2.000 |
| 17 januari 1971 | Ton Verschoor 19' Piet van den Berg 30', 80' Jan Stoute 46' |       |       | Stadion: Sportparklaan, Heemstede Toeschouwers: 2.000 |
| 17 januari 1971 |                                                             |       |       | Stadion: Sportparklaan, Heemstede Toeschouwers: 2.000 |
| 17 januari 1971 |                                                             |       |       | Stadion: Sportparklaan, Heemstede Toeschouwers: 2.000 |
|                 |                                                             |       |       |                                                       |

|                 |           |       |         |                                               |
| 17 januari 1971 | Limburgia | 0 – 0 | Roda JC | Stadion: Venweg, Brunssum Toeschouwers: 5.000 |
| 17 januari 1971 |           |       |         | Stadion: Venweg, Brunssum Toeschouwers: 5.000 |
| 17 januari 1971 |           |       |         | Stadion: Venweg, Brunssum Toeschouwers: 5.000 |
| 17 januari 1971 |           |       |         | Stadion: Venweg, Brunssum Toeschouwers: 5.000 |
|                 |           |       |         |                                               |

|                 |               |       |                                |                                                    |
| 17 januari 1971 | RBC           | 1 – 2 | Fortuna Vlaardingen            | Stadion: De Luiten, Roosendaal Toeschouwers: 2.500 |
| 17 januari 1971 | Ben Redel 65' |       | 15' Jan Bouman 83' Aad de Heer | Stadion: De Luiten, Roosendaal Toeschouwers: 2.500 |
| 17 januari 1971 |               |       |                                | Stadion: De Luiten, Roosendaal Toeschouwers: 2.500 |
| 17 januari 1971 |               |       |                                | Stadion: De Luiten, Roosendaal Toeschouwers: 2.500 |
|                 |               |       |                                |                                                    |

|                 |                    |       |                  |                                                        |
| 17 januari 1971 | EDO                | 1 – 1 | PEC              | Stadion: Noordersportpark, Haarlem Toeschouwers: 1.500 |
| 17 januari 1971 | Theo Koenekoop 30' |       | 44' Henk Liotart | Stadion: Noordersportpark, Haarlem Toeschouwers: 1.500 |
| 17 januari 1971 |                    |       |                  | Stadion: Noordersportpark, Haarlem Toeschouwers: 1.500 |
| 17 januari 1971 |                    |       |                  | Stadion: Noordersportpark, Haarlem Toeschouwers: 1.500 |
|                 |                    |       |                  |                                                        |

|                 |                   |       |           |                                                   |
| 17 januari 1971 | Baronie           | 1 – 0 | SC Drente | Stadion: De Blauwe Kei, Breda Toeschouwers: 1.400 |
| 17 januari 1971 | Dick Hoogmoed 22' |       |           | Stadion: De Blauwe Kei, Breda Toeschouwers: 1.400 |
| 17 januari 1971 |                   |       |           | Stadion: De Blauwe Kei, Breda Toeschouwers: 1.400 |
| 17 januari 1971 |                   |       |           | Stadion: De Blauwe Kei, Breda Toeschouwers: 1.400 |
|                 |                   |       |           |                                                   |

|                 |     |       |             |                                                   |
| 17 januari 1971 | ZFC | 0 – 0 | SC Gooiland | Stadion: Hoornseveld, Zaandam Toeschouwers: 2.500 |
| 17 januari 1971 |     |       |             | Stadion: Hoornseveld, Zaandam Toeschouwers: 2.500 |
| 17 januari 1971 |     |       |             | Stadion: Hoornseveld, Zaandam Toeschouwers: 2.500 |
| 17 januari 1971 |     |       |             | Stadion: Hoornseveld, Zaandam Toeschouwers: 2.500 |
|                 |     |       |             |                                                   |

|                 |                                                             |       |      |                                                 |
| 17 januari 1971 | De Volewijckers                                             | 4 – 0 | NOAD | Stadion: Mosveld, Amsterdam Toeschouwers: 3.000 |
| 17 januari 1971 | Cor Peil 36' Bob de Jongh 41' Co Stout 48' Tonny Coster 83' |       |      | Stadion: Mosveld, Amsterdam Toeschouwers: 3.000 |
| 17 januari 1971 |                                                             |       |      | Stadion: Mosveld, Amsterdam Toeschouwers: 3.000 |
| 17 januari 1971 |                                                             |       |      | Stadion: Mosveld, Amsterdam Toeschouwers: 3.000 |
|                 |                                                             |       |      |                                                 |

|                 |                                 |       |        |                                                                                  |
| 17 januari 1971 | Eindhoven                       | 2 – 0 | FC VVV | Stadion: Aalsterweg, Eindhoven Toeschouwers: 7.000 Scheidsrechter: Cees de Bruin |
| 17 januari 1971 | Joop Oomens 44' Dom Hakkens 50' |       |        | Stadion: Aalsterweg, Eindhoven Toeschouwers: 7.000 Scheidsrechter: Cees de Bruin |
| 17 januari 1971 |                                 |       |        | Stadion: Aalsterweg, Eindhoven Toeschouwers: 7.000 Scheidsrechter: Cees de Bruin |
| 17 januari 1971 |                                 |       |        | Stadion: Aalsterweg, Eindhoven Toeschouwers: 7.000 Scheidsrechter: Cees de Bruin |
|                 |                                 |       |        |                                                                                  |

## Speelronde 19
|                 |                                                                                               |       |     |                                              |
| 24 januari 1971 | Hermes DVS                                                                                    | 5 – 0 | RBC | Stadion: Harga, Schiedam Toeschouwers: 1.500 |
| 24 januari 1971 | Dick van Nierop 26' Cees van Kooten 35' Ger Bakkes 57' (pen.) Ger Lagendijk 59' Mede Ruis 75' |       |     | Stadion: Harga, Schiedam Toeschouwers: 1.500 |
| 24 januari 1971 |                                                                                               |       |     | Stadion: Harga, Schiedam Toeschouwers: 1.500 |
| 24 januari 1971 |                                                                                               |       |     | Stadion: Harga, Schiedam Toeschouwers: 1.500 |
|                 |                                                                                               |       |     |                                              |

|                 |                                        |       |                       |                                                             |
| 24 januari 1971 | PEC                                    | 2 – 1 | RCH                   | Stadion: Gemeentelijk Sportpark, Zwolle Toeschouwers: 2.000 |
| 24 januari 1971 | Pepe Fernandez 60' Wojo Gardašević 88' |       | 36' Piet van den Berg | Stadion: Gemeentelijk Sportpark, Zwolle Toeschouwers: 2.000 |
| 24 januari 1971 |                                        |       |                       | Stadion: Gemeentelijk Sportpark, Zwolle Toeschouwers: 2.000 |
| 24 januari 1971 |                                        |       |                       | Stadion: Gemeentelijk Sportpark, Zwolle Toeschouwers: 2.000 |
|                 |                                        |       |                       |                                                             |

|                 |                                                    |       |           |                                                     |
| 24 januari 1971 | SC Drente                                          | 3 – 0 | Limburgia | Stadion: De Planeet, Klazienaveen Toeschouwers: 300 |
| 24 januari 1971 | Wout Bosman 14' Bennie Kracht 43' Andries Doek 60' |       |           | Stadion: De Planeet, Klazienaveen Toeschouwers: 300 |
| 24 januari 1971 |                                                    |       |           | Stadion: De Planeet, Klazienaveen Toeschouwers: 300 |
| 24 januari 1971 |                                                    |       |           | Stadion: De Planeet, Klazienaveen Toeschouwers: 300 |
|                 |                                                    |       |           |                                                     |

|                 |                                             |       |     |                                                              |
| 24 januari 1971 | NOAD                                        | 3 – 0 | EDO | Stadion: Gemeentelijk Sportpark, Tilburg Toeschouwers: 1.500 |
| 24 januari 1971 | Theo Netten 55', 85' Jacques von Ranzow 80' |       |     | Stadion: Gemeentelijk Sportpark, Tilburg Toeschouwers: 1.500 |
| 24 januari 1971 |                                             |       |     | Stadion: Gemeentelijk Sportpark, Tilburg Toeschouwers: 1.500 |
| 24 januari 1971 |                                             |       |     | Stadion: Gemeentelijk Sportpark, Tilburg Toeschouwers: 1.500 |
|                 |                                             |       |     |                                                              |

|                 |                  |       |         |                                                                           |
| 24 januari 1971 | FC VVV           | 1 – 0 | Baronie | Stadion: De Kraal, Venlo Toeschouwers: 4.500 Scheidsrechter: Krijn de Vos |
| 24 januari 1971 | Don Burhenne 53' |       |         | Stadion: De Kraal, Venlo Toeschouwers: 4.500 Scheidsrechter: Krijn de Vos |
| 24 januari 1971 |                  |       |         | Stadion: De Kraal, Venlo Toeschouwers: 4.500 Scheidsrechter: Krijn de Vos |
| 24 januari 1971 |                  |       |         | Stadion: De Kraal, Venlo Toeschouwers: 4.500 Scheidsrechter: Krijn de Vos |
|                 |                  |       |         |                                                                           |

|                 |                      |       |                                  |                                                    |
| 24 januari 1971 | AGOVV                | 2 – 2 | ZFC                              | Stadion: Berg & Bos, Apeldoorn Toeschouwers: 1.000 |
| 24 januari 1971 | Nico Simons 70', 80' |       | 44' Dick Helling 59' Hans Bakker | Stadion: Berg & Bos, Apeldoorn Toeschouwers: 1.000 |
| 24 januari 1971 |                      |       |                                  | Stadion: Berg & Bos, Apeldoorn Toeschouwers: 1.000 |
| 24 januari 1971 |                      |       |                                  | Stadion: Berg & Bos, Apeldoorn Toeschouwers: 1.000 |
|                 |                      |       |                                  |                                                    |

|                 |                                                  |       |                 |                                                  |
| 24 januari 1971 | Roda JC                                          | 3 – 1 | De Volewijckers | Stadion: Kaalheide, Kerkrade Toeschouwers: 3.500 |
| 24 januari 1971 | John Meuser 70', 87' Josef Martinelli 73' (pen.) |       | 55' Co Stout    | Stadion: Kaalheide, Kerkrade Toeschouwers: 3.500 |
| 24 januari 1971 |                                                  |       |                 | Stadion: Kaalheide, Kerkrade Toeschouwers: 3.500 |
| 24 januari 1971 |                                                  |       |                 | Stadion: Kaalheide, Kerkrade Toeschouwers: 3.500 |
|                 |                                                  |       |                 |                                                  |

|                 |                     |       |           |                                                      |
| 24 januari 1971 | Fortuna Vlaardingen | 0 – 0 | Eindhoven | Stadion: Floreslaan, Vlaardingen Toeschouwers: 6.000 |
| 24 januari 1971 |                     |       |           | Stadion: Floreslaan, Vlaardingen Toeschouwers: 6.000 |
| 24 januari 1971 |                     |       |           | Stadion: Floreslaan, Vlaardingen Toeschouwers: 6.000 |
| 24 januari 1971 |                     |       |           | Stadion: Floreslaan, Vlaardingen Toeschouwers: 6.000 |
|                 |                     |       |           |                                                      |

## Speelronde 20
|                 |                                 |       |                                       |                                                   |
| 31 januari 1971 | ZFC                             | 2 – 3 | PEC                                   | Stadion: Hoornseveld, Zaandam Toeschouwers: 3.500 |
| 31 januari 1971 | Ruud Muskee 5' Dick Helling 21' |       | 35', 78' Pepe Fernandez 48' Jan Kroes | Stadion: Hoornseveld, Zaandam Toeschouwers: 3.500 |
| 31 januari 1971 |                                 |       |                                       | Stadion: Hoornseveld, Zaandam Toeschouwers: 3.500 |
| 31 januari 1971 |                                 |       |                                       | Stadion: Hoornseveld, Zaandam Toeschouwers: 3.500 |
|                 |                                 |       |                                       |                                                   |

|                 |                      |       |                |                                                 |
| 31 januari 1971 | De Volewijckers      | 1 – 1 | SC Drente      | Stadion: Mosveld, Amsterdam Toeschouwers: 2.100 |
| 31 januari 1971 | Teun Jan Jongens 12' |       | 1' Wout Bosman | Stadion: Mosveld, Amsterdam Toeschouwers: 2.100 |
| 31 januari 1971 |                      |       |                | Stadion: Mosveld, Amsterdam Toeschouwers: 2.100 |
| 31 januari 1971 |                      |       |                | Stadion: Mosveld, Amsterdam Toeschouwers: 2.100 |
|                 |                      |       |                |                                                 |

|                 |                                                        |       |            |                                                    |
| 31 januari 1971 | Eindhoven                                              | 3 – 0 | Hermes DVS | Stadion: Aalsterweg, Eindhoven Toeschouwers: 6.000 |
| 31 januari 1971 | Fritske van der Boer 29', 43' Willy Senders 86' (pen.) |       |            | Stadion: Aalsterweg, Eindhoven Toeschouwers: 6.000 |
| 31 januari 1971 |                                                        |       |            | Stadion: Aalsterweg, Eindhoven Toeschouwers: 6.000 |
| 31 januari 1971 |                                                        |       |            | Stadion: Aalsterweg, Eindhoven Toeschouwers: 6.000 |
|                 |                                                        |       |            |                                                    |

|                 |                     |       |                 |                                                       |
| 31 januari 1971 | RCH                 | 1 – 1 | NOAD            | Stadion: Sportparklaan, Heemstede Toeschouwers: 1.500 |
| 31 januari 1971 | Ton Smit 85' (pen.) |       | 63' Theo Netten | Stadion: Sportparklaan, Heemstede Toeschouwers: 1.500 |
| 31 januari 1971 |                     |       |                 | Stadion: Sportparklaan, Heemstede Toeschouwers: 1.500 |
| 31 januari 1971 |                     |       |                 | Stadion: Sportparklaan, Heemstede Toeschouwers: 1.500 |
|                 |                     |       |                 |                                                       |

|                 |                  |       |        |                                                                             |
| 31 januari 1971 | Limburgia        | 1 – 0 | FC VVV | Stadion: Venweg, Brunssum Toeschouwers: 2.000 Scheidsrechter: Siem Wellinga |
| 31 januari 1971 | Willy Coolen 62' |       |        | Stadion: Venweg, Brunssum Toeschouwers: 2.000 Scheidsrechter: Siem Wellinga |
| 31 januari 1971 |                  |       |        | Stadion: Venweg, Brunssum Toeschouwers: 2.000 Scheidsrechter: Siem Wellinga |
| 31 januari 1971 |                  |       |        | Stadion: Venweg, Brunssum Toeschouwers: 2.000 Scheidsrechter: Siem Wellinga |
|                 |                  |       |        |                                                                             |

|                 |                         |       |       |                                                                |
| 31 januari 1971 | SC Gooiland             | 2 – 0 | AGOVV | Stadion: Gemeentelijk Sportpark, Hilversum Toeschouwers: 3.000 |
| 31 januari 1971 | Johan Schouten 28', 69' |       |       | Stadion: Gemeentelijk Sportpark, Hilversum Toeschouwers: 3.000 |
| 31 januari 1971 |                         |       |       | Stadion: Gemeentelijk Sportpark, Hilversum Toeschouwers: 3.000 |
| 31 januari 1971 |                         |       |       | Stadion: Gemeentelijk Sportpark, Hilversum Toeschouwers: 3.000 |
|                 |                         |       |       |                                                                |

|                 |                   |       |         |                                                        |
| 31 januari 1971 | EDO               | 1 – 0 | Roda JC | Stadion: Noordersportpark, Haarlem Toeschouwers: 1.400 |
| 31 januari 1971 | Herman Kamoen 25' |       |         | Stadion: Noordersportpark, Haarlem Toeschouwers: 1.400 |
| 31 januari 1971 |                   |       |         | Stadion: Noordersportpark, Haarlem Toeschouwers: 1.400 |
| 31 januari 1971 |                   |       |         | Stadion: Noordersportpark, Haarlem Toeschouwers: 1.400 |
|                 |                   |       |         |                                                        |

|                 |                   |       |                     |                                                   |
| 31 januari 1971 | Baronie           | 1 – 1 | Fortuna Vlaardingen | Stadion: De Blauwe Kei, Breda Toeschouwers: 5.000 |
| 31 januari 1971 | Ad Brekelmans 73' |       | 37' Ger van der Lek | Stadion: De Blauwe Kei, Breda Toeschouwers: 5.000 |
| 31 januari 1971 |                   |       |                     | Stadion: De Blauwe Kei, Breda Toeschouwers: 5.000 |
| 31 januari 1971 |                   |       |                     | Stadion: De Blauwe Kei, Breda Toeschouwers: 5.000 |
|                 |                   |       |                     |                                                   |

## Speelronde 21
|                 |             |       |                         |                                                       |
| 7 februari 1971 | SC Drente   | 1 – 1 | RBC                     | Stadion: De Planeet, Klazienaveen Toeschouwers: 1.500 |
| 7 februari 1971 | Wout Bosman |       | –' (pen.) Piere van Hal | Stadion: De Planeet, Klazienaveen Toeschouwers: 1.500 |
| 7 februari 1971 |             |       |                         | Stadion: De Planeet, Klazienaveen Toeschouwers: 1.500 |
| 7 februari 1971 |             |       |                         | Stadion: De Planeet, Klazienaveen Toeschouwers: 1.500 |
|                 |             |       |                         |                                                       |

|                 |                                                                       |       |           |                                                             |
| 7 februari 1971 | PEC                                                                   | 4 – 0 | Limburgia | Stadion: Gemeentelijk Sportpark, Zwolle Toeschouwers: 5.000 |
| 7 februari 1971 | Jan Rorije 48' Herman Heskamp 72' Wojo Gardašević 73' Klaas Drost 75' |       |           | Stadion: Gemeentelijk Sportpark, Zwolle Toeschouwers: 5.000 |
| 7 februari 1971 |                                                                       |       |           | Stadion: Gemeentelijk Sportpark, Zwolle Toeschouwers: 5.000 |
| 7 februari 1971 |                                                                       |       |           | Stadion: Gemeentelijk Sportpark, Zwolle Toeschouwers: 5.000 |
|                 |                                                                       |       |           |                                                             |

|                 |     |       |     |                                                   |
| 7 februari 1971 | ZFC | 0 – 0 | RCH | Stadion: Hoornseveld, Zaandam Toeschouwers: 2.500 |
| 7 februari 1971 |     |       |     | Stadion: Hoornseveld, Zaandam Toeschouwers: 2.500 |
| 7 februari 1971 |     |       |     | Stadion: Hoornseveld, Zaandam Toeschouwers: 2.500 |
| 7 februari 1971 |     |       |     | Stadion: Hoornseveld, Zaandam Toeschouwers: 2.500 |
|                 |     |       |     |                                                   |

|                 |                 |       |           |                                                |
| 7 februari 1971 | Roda JC         | 1 – 0 | Eindhoven | Stadion: Kaalheide, Kerkrade Toeschouwers: 500 |
| 7 februari 1971 | John Meuser 52' |       |           | Stadion: Kaalheide, Kerkrade Toeschouwers: 500 |
| 7 februari 1971 |                 |       |           | Stadion: Kaalheide, Kerkrade Toeschouwers: 500 |
| 7 februari 1971 |                 |       |           | Stadion: Kaalheide, Kerkrade Toeschouwers: 500 |
|                 |                 |       |           |                                                |

|                 |       |                       |                 |                                                    |
| 7 februari 1971 | AGOVV | 0 – 1                 | De Volewijckers | Stadion: Berg & Bos, Apeldoorn Toeschouwers: 4.000 |
| 7 februari 1971 |       | 70' (pen.) Dick Fiene |                 | Stadion: Berg & Bos, Apeldoorn Toeschouwers: 4.000 |
| 7 februari 1971 |       |                       |                 | Stadion: Berg & Bos, Apeldoorn Toeschouwers: 4.000 |
| 7 februari 1971 |       |                       |                 | Stadion: Berg & Bos, Apeldoorn Toeschouwers: 4.000 |
|                 |       |                       |                 |                                                    |

|                 |                |       |                          |                                                                           |
| 7 februari 1971 | FC VVV         | 1 – 2 | Hermes DVS               | Stadion: De Kraal, Venlo Toeschouwers: 3.000 Scheidsrechter: Joop Mulders |
| 7 februari 1971 | Ves Jacobs 73' |       | 44', 80' Cees van Kooten | Stadion: De Kraal, Venlo Toeschouwers: 3.000 Scheidsrechter: Joop Mulders |
| 7 februari 1971 |                |       |                          | Stadion: De Kraal, Venlo Toeschouwers: 3.000 Scheidsrechter: Joop Mulders |
| 7 februari 1971 |                |       |                          | Stadion: De Kraal, Venlo Toeschouwers: 3.000 Scheidsrechter: Joop Mulders |
|                 |                |       |                          |                                                                           |

|                 |                       |       |                   |                                                              |
| 7 februari 1971 | NOAD                  | 1 – 1 | Baronie           | Stadion: Gemeentelijk Sportpark, Tilburg Toeschouwers: 1.500 |
| 7 februari 1971 | Jacques von Ranzow 2' |       | 88' Dick Hoogmoed | Stadion: Gemeentelijk Sportpark, Tilburg Toeschouwers: 1.500 |
| 7 februari 1971 |                       |       |                   | Stadion: Gemeentelijk Sportpark, Tilburg Toeschouwers: 1.500 |
| 7 februari 1971 |                       |       |                   | Stadion: Gemeentelijk Sportpark, Tilburg Toeschouwers: 1.500 |
|                 |                       |       |                   |                                                              |

|                 |             |               |     |                                                                |
| 7 februari 1971 | SC Gooiland | 0 – 1         | EDO | Stadion: Gemeentelijk Sportpark, Hilversum Toeschouwers: 2.000 |
| 7 februari 1971 |             | 24' Theo Blüm |     | Stadion: Gemeentelijk Sportpark, Hilversum Toeschouwers: 2.000 |
| 7 februari 1971 |             |               |     | Stadion: Gemeentelijk Sportpark, Hilversum Toeschouwers: 2.000 |
| 7 februari 1971 |             |               |     | Stadion: Gemeentelijk Sportpark, Hilversum Toeschouwers: 2.000 |
|                 |             |               |     |                                                                |

## Speelronde 22
|                  |                                    |       |                  |                                                            |
| 20 februari 1971 | NOAD                               | 2 – 1 | ZFC              | Stadion: Gemeentelijk Sportpark, Tilburg Toeschouwers: 350 |
| 20 februari 1971 | Jan Hendriks 31' Piet van Dijk 46' |       | 74' Dick Helling | Stadion: Gemeentelijk Sportpark, Tilburg Toeschouwers: 350 |
| 20 februari 1971 |                                    |       |                  | Stadion: Gemeentelijk Sportpark, Tilburg Toeschouwers: 350 |
| 20 februari 1971 |                                    |       |                  | Stadion: Gemeentelijk Sportpark, Tilburg Toeschouwers: 350 |
|                  |                                    |       |                  |                                                            |

|                  |         |       |     |                                                  |
| 20 februari 1971 | Roda JC | 0 – 0 | RCH | Stadion: Kaalheide, Kerkrade Toeschouwers: 3.000 |
| 20 februari 1971 |         |       |     | Stadion: Kaalheide, Kerkrade Toeschouwers: 3.000 |
| 20 februari 1971 |         |       |     | Stadion: Kaalheide, Kerkrade Toeschouwers: 3.000 |
| 20 februari 1971 |         |       |     | Stadion: Kaalheide, Kerkrade Toeschouwers: 3.000 |
|                  |         |       |     |                                                  |

|                  |                                                                 |       |                   |                                              |
| 21 februari 1971 | Hermes DVS                                                      | 4 – 1 | Baronie           | Stadion: Harga, Schiedam Toeschouwers: 2.000 |
| 21 februari 1971 | Cees van Kooten 7' Mede Ruis 34' Ger Bakkes 38' Sije Visser 73' |       | 24' Dick Hoogmoed | Stadion: Harga, Schiedam Toeschouwers: 2.000 |
| 21 februari 1971 |                                                                 |       |                   | Stadion: Harga, Schiedam Toeschouwers: 2.000 |
| 21 februari 1971 |                                                                 |       |                   | Stadion: Harga, Schiedam Toeschouwers: 2.000 |
|                  |                                                                 |       |                   |                                              |

|                  |        |                 |                 |                                                                            |
| 21 februari 1971 | FC VVV | 0 – 1           | De Volewijckers | Stadion: De Kraal, Venlo Toeschouwers: 1.500 Scheidsrechter: Gerard Jonker |
| 21 februari 1971 |        | 73' Ben Verweij |                 | Stadion: De Kraal, Venlo Toeschouwers: 1.500 Scheidsrechter: Gerard Jonker |
| 21 februari 1971 |        |                 |                 | Stadion: De Kraal, Venlo Toeschouwers: 1.500 Scheidsrechter: Gerard Jonker |
| 21 februari 1971 |        |                 |                 | Stadion: De Kraal, Venlo Toeschouwers: 1.500 Scheidsrechter: Gerard Jonker |
|                  |        |                 |                 |                                                                            |

|                  |     |                          |           |                                                    |
| 21 februari 1971 | RBC | 0 – 1                    | Eindhoven | Stadion: De Luiten, Roosendaal Toeschouwers: 3.500 |
| 21 februari 1971 |     | 28' Fritske van der Boer |           | Stadion: De Luiten, Roosendaal Toeschouwers: 3.500 |
| 21 februari 1971 |     |                          |           | Stadion: De Luiten, Roosendaal Toeschouwers: 3.500 |
| 21 februari 1971 |     |                          |           | Stadion: De Luiten, Roosendaal Toeschouwers: 3.500 |
|                  |     |                          |           |                                                    |

|                  |                     |       |           |                                                      |
| 21 februari 1971 | Fortuna Vlaardingen | 1 – 0 | Limburgia | Stadion: Floreslaan, Vlaardingen Toeschouwers: 2.000 |
| 21 februari 1971 | Jan Bouman 9'       |       |           | Stadion: Floreslaan, Vlaardingen Toeschouwers: 2.000 |
| 21 februari 1971 |                     |       |           | Stadion: Floreslaan, Vlaardingen Toeschouwers: 2.000 |
| 21 februari 1971 |                     |       |           | Stadion: Floreslaan, Vlaardingen Toeschouwers: 2.000 |
|                  |                     |       |           |                                                      |

|                  | |       |                             |                                                             |
| 21 februari 1971 | PEC                                                                                                 | 7 – 1 | SC Gooiland                 | Stadion: Gemeentelijk Sportpark, Zwolle Toeschouwers: 5.000 |
| 21 februari 1971 | Freek Schutten 8' (pen.) 82' Henk Liotart 24' Pepe Fernandez 45', 69' Jan Rorije 75' Lody Kragt 84' |       | 74' (pen.) Gerard Hogenbirk | Stadion: Gemeentelijk Sportpark, Zwolle Toeschouwers: 5.000 |
| 21 februari 1971 | |       |                             | Stadion: Gemeentelijk Sportpark, Zwolle Toeschouwers: 5.000 |
| 21 februari 1971 | |       |                             | Stadion: Gemeentelijk Sportpark, Zwolle Toeschouwers: 5.000 |
|                  | |       |                             |                                                             |

|                  |                   |       |                          |                                                       |
| 21 februari 1971 | SC Drente         | 1 – 2 | EDO                      | Stadion: De Planeet, Klazienaveen Toeschouwers: 1.500 |
| 21 februari 1971 | Bennie Kracht 40' |       | 18', 30' Wim van Polanen | Stadion: De Planeet, Klazienaveen Toeschouwers: 1.500 |
| 21 februari 1971 |                   |       |                          | Stadion: De Planeet, Klazienaveen Toeschouwers: 1.500 |
| 21 februari 1971 |                   |       |                          | Stadion: De Planeet, Klazienaveen Toeschouwers: 1.500 |
|                  |                   |       |                          |                                                       |

## Speelronde 23
|                  |                                                                   |       |                                                      |                                                                |
| 28 februari 1971 | SC Gooiland                                                       | 3 – 3 | NOAD                                                 | Stadion: Gemeentelijk Sportpark, Hilversum Toeschouwers: 1.000 |
| 28 februari 1971 | Eddy Westbroek 54' Gerard Hogenbirk 65' (pen.) Wim Riechelman 69' |       | 24' (pen.) Gerard Netten 26', 77' Jacques von Ranzow | Stadion: Gemeentelijk Sportpark, Hilversum Toeschouwers: 1.000 |
| 28 februari 1971 |                                                                   |       |                                                      | Stadion: Gemeentelijk Sportpark, Hilversum Toeschouwers: 1.000 |
| 28 februari 1971 |                                                                   |       |                                                      | Stadion: Gemeentelijk Sportpark, Hilversum Toeschouwers: 1.000 |
|                  |                                                                   |       |                                                      |                                                                |

|                  |     |                                               |        |                                                                                        |
| 28 februari 1971 | EDO | 0 – 3                                         | FC VVV | Stadion: Noordersportpark, Haarlem Toeschouwers: 700 Scheidsrechter: Gerrit Berrevoets |
| 28 februari 1971 |     | 44', 89' (pen.) Harrie Heijnen 47' Ves Jacobs |        | Stadion: Noordersportpark, Haarlem Toeschouwers: 700 Scheidsrechter: Gerrit Berrevoets |
| 28 februari 1971 |     |                                               |        | Stadion: Noordersportpark, Haarlem Toeschouwers: 700 Scheidsrechter: Gerrit Berrevoets |
| 28 februari 1971 |     |                                               |        | Stadion: Noordersportpark, Haarlem Toeschouwers: 700 Scheidsrechter: Gerrit Berrevoets |
|                  |     |                                               |        |                                                                                        |

|                  |                   |       |                  |                                                   |
| 28 februari 1971 | Baronie           | 1 – 1 | RBC              | Stadion: De Blauwe Kei, Breda Toeschouwers: 1.500 |
| 28 februari 1971 | Dick Hoogmoed 48' |       | 63' Frie Nouwens | Stadion: De Blauwe Kei, Breda Toeschouwers: 1.500 |
| 28 februari 1971 |                   |       |                  | Stadion: De Blauwe Kei, Breda Toeschouwers: 1.500 |
| 28 februari 1971 |                   |       |                  | Stadion: De Blauwe Kei, Breda Toeschouwers: 1.500 |
|                  |                   |       |                  |                                                   |

|                  |                                     |       |                                 |                                                 |
| 28 februari 1971 | ZFC                                 | 2 – 2 | Roda JC                         | Stadion: Hoornseveld, Zaandam Toeschouwers: 800 |
| 28 februari 1971 | Hans van Eikeren 6' Ruud Muskee 18' |       | 8' John Meuser 67' Hens Fischer | Stadion: Hoornseveld, Zaandam Toeschouwers: 800 |
| 28 februari 1971 |                                     |       |                                 | Stadion: Hoornseveld, Zaandam Toeschouwers: 800 |
| 28 februari 1971 |                                     |       |                                 | Stadion: Hoornseveld, Zaandam Toeschouwers: 800 |
|                  |                                     |       |                                 |                                                 |

|                  |                                       |       |                     |                                                 |
| 28 februari 1971 | De Volewijckers                       | 2 – 0 | Fortuna Vlaardingen | Stadion: Mosveld, Amsterdam Toeschouwers: 3.000 |
| 28 februari 1971 | Tonny Coster 37' Teun Jan Jongens 83' |       |                     | Stadion: Mosveld, Amsterdam Toeschouwers: 3.000 |
| 28 februari 1971 |                                       |       |                     | Stadion: Mosveld, Amsterdam Toeschouwers: 3.000 |
| 28 februari 1971 |                                       |       |                     | Stadion: Mosveld, Amsterdam Toeschouwers: 3.000 |
|                  |                                       |       |                     |                                                 |

|                  |                 |       |                                        |                                                     |
| 28 februari 1971 | AGOVV           | 1 – 3 | PEC                                    | Stadion: Berg & Bos, Apeldoorn Toeschouwers: 12.000 |
| 28 februari 1971 | Cor Adelaar 62' |       | 29', 85' Herman Heskamp 85' Jan Rorije | Stadion: Berg & Bos, Apeldoorn Toeschouwers: 12.000 |
| 28 februari 1971 |                 |       |                                        | Stadion: Berg & Bos, Apeldoorn Toeschouwers: 12.000 |
| 28 februari 1971 |                 |       |                                        | Stadion: Berg & Bos, Apeldoorn Toeschouwers: 12.000 |
|                  |                 |       |                                        |                                                     |

|                  |                                                                 |       |                                    |                                                     |
| 28 februari 1971 | RCH                                                             | 3 – 2 | SC Drente                          | Stadion: Sportparklaan, Heemstede Toeschouwers: 150 |
| 28 februari 1971 | Ton Smit 65' (pen.) Jan Stoute 71' Piet van den Berg 76' (pen.) |       | 43' Henk de Groote 82' Hans Ludwig | Stadion: Sportparklaan, Heemstede Toeschouwers: 150 |
| 28 februari 1971 |                                                                 |       |                                    | Stadion: Sportparklaan, Heemstede Toeschouwers: 150 |
| 28 februari 1971 |                                                                 |       |                                    | Stadion: Sportparklaan, Heemstede Toeschouwers: 150 |
|                  |                                                                 |       |                                    |                                                     |

|                  |                                          |       |            |                                               |
| 28 februari 1971 | Limburgia                                | 2 – 0 | Hermes DVS | Stadion: Venweg, Brunssum Toeschouwers: 3.000 |
| 28 februari 1971 | Wim Logister 31' Jacques Maas 88' (pen.) |       |            | Stadion: Venweg, Brunssum Toeschouwers: 3.000 |
| 28 februari 1971 |                                          |       |            | Stadion: Venweg, Brunssum Toeschouwers: 3.000 |
| 28 februari 1971 |                                          |       |            | Stadion: Venweg, Brunssum Toeschouwers: 3.000 |
|                  |                                          |       |            |                                               |

## Speelronde 24
|               |           |                                     |           |                                               |
| 14 maart 1971 | Limburgia | 0 – 2                               | Eindhoven | Stadion: Venweg, Brunssum Toeschouwers: 3.500 |
| 14 maart 1971 |           | 20' Joop Oomens 78' Hendrik Schalks |           | Stadion: Venweg, Brunssum Toeschouwers: 3.500 |
| 14 maart 1971 |           |                                     |           | Stadion: Venweg, Brunssum Toeschouwers: 3.500 |
| 14 maart 1971 |           |                                     |           | Stadion: Venweg, Brunssum Toeschouwers: 3.500 |
|               |           |                                     |           |                                               |

|               |                 |       |                     |                                                              |
| 14 maart 1971 | NOAD            | 1 – 1 | AGOVV               | Stadion: Gemeentelijk Sportpark, Tilburg Toeschouwers: 2.000 |
| 14 maart 1971 | Theo Netten 34' |       | 87' Jacques Wentink | Stadion: Gemeentelijk Sportpark, Tilburg Toeschouwers: 2.000 |
| 14 maart 1971 |                 |       |                     | Stadion: Gemeentelijk Sportpark, Tilburg Toeschouwers: 2.000 |
| 14 maart 1971 |                 |       |                     | Stadion: Gemeentelijk Sportpark, Tilburg Toeschouwers: 2.000 |
|               |                 |       |                     |                                                              |

|             |                                                   |       |                 |                                   |
| 20 mei 1971 | RCH                                               | 3 – 1 | ZFC             | Stadion: Sportparklaan, Heemstede |
| 20 mei 1971 | Jan Stoute 42' Piet van den Berg 64' Ton Smit 77' |       | 72' Hans Bakker | Stadion: Sportparklaan, Heemstede |
| 20 mei 1971 |                                                   |       |                 | Stadion: Sportparklaan, Heemstede |
| 20 mei 1971 |                                                   |       |                 | Stadion: Sportparklaan, Heemstede |
|             |                                                   |       |                 |                                   |

## Speelronde 25
|               |             |       |           |                                            |
| 21 maart 1971 | SC Gooiland | 0 – 0 | SC Drente | Stadion: Gemeentelijk Sportpark, Hilversum |
| 21 maart 1971 |             |       |           | Stadion: Gemeentelijk Sportpark, Hilversum |
| 21 maart 1971 |             |       |           | Stadion: Gemeentelijk Sportpark, Hilversum |
| 21 maart 1971 |             |       |           | Stadion: Gemeentelijk Sportpark, Hilversum |
|               |             |       |           |                                            |

|               |     |                                                                        |            |                                                      |
| 21 maart 1971 | EDO | 0 – 4                                                                  | Hermes DVS | Stadion: Noordersportpark, Haarlem Toeschouwers: 750 |
| 21 maart 1971 |     | 30' Cees van Kooten 65' Sije Visser 80' Ger Bakkes 87' Dick van Nierop |            | Stadion: Noordersportpark, Haarlem Toeschouwers: 750 |
| 21 maart 1971 |     |                                                                        |            | Stadion: Noordersportpark, Haarlem Toeschouwers: 750 |
| 21 maart 1971 |     |                                                                        |            | Stadion: Noordersportpark, Haarlem Toeschouwers: 750 |
|               |     |                                                                        |            |                                                      |

|               |                   |       |                                                     |                                                                                 |
| 21 maart 1971 | ZFC               | 1 – 3 | FC VVV                                              | Stadion: Hoornseveld, Zaandam Toeschouwers: 1.000 Scheidsrechter: Cees de Bruin |
| 21 maart 1971 | Jacques Kleef 43' |       | 30' Harrie Heijnen 51' Don Burhenne 73' Jan Verbong | Stadion: Hoornseveld, Zaandam Toeschouwers: 1.000 Scheidsrechter: Cees de Bruin |
| 21 maart 1971 |                   |       |                                                     | Stadion: Hoornseveld, Zaandam Toeschouwers: 1.000 Scheidsrechter: Cees de Bruin |
| 21 maart 1971 |                   |       |                                                     | Stadion: Hoornseveld, Zaandam Toeschouwers: 1.000 Scheidsrechter: Cees de Bruin |
|               |                   |       |                                                     |                                                                                 |

|               |                                                    |       |                       |                                                 |
| 21 maart 1971 | De Volewijckers                                    | 4 – 1 | RBC                   | Stadion: Mosveld, Amsterdam Toeschouwers: 2.000 |
| 21 maart 1971 | Tonny Coster 15' Co Stout 31', 86' Ben Verweij 56' |       | 87' Wim van Nijnatten | Stadion: Mosveld, Amsterdam Toeschouwers: 2.000 |
| 21 maart 1971 |                                                    |       |                       | Stadion: Mosveld, Amsterdam Toeschouwers: 2.000 |
| 21 maart 1971 |                                                    |       |                       | Stadion: Mosveld, Amsterdam Toeschouwers: 2.000 |
|               |                                                    |       |                       |                                                 |

|               |       |                   |         |                                                    |
| 21 maart 1971 | AGOVV | 0 – 1             | Roda JC | Stadion: Berg & Bos, Apeldoorn Toeschouwers: 4.000 |
| 21 maart 1971 |       | 82' Jan Deswijzen |         | Stadion: Berg & Bos, Apeldoorn Toeschouwers: 4.000 |
| 21 maart 1971 |       |                   |         | Stadion: Berg & Bos, Apeldoorn Toeschouwers: 4.000 |
| 21 maart 1971 |       |                   |         | Stadion: Berg & Bos, Apeldoorn Toeschouwers: 4.000 |
|               |       |                   |         |                                                    |

|               |                                         |       |                        |                                                       |
| 21 maart 1971 | RCH                                     | 2 – 2 | Fortuna Vlaardingen    | Stadion: Sportparklaan, Heemstede Toeschouwers: 2.500 |
| 21 maart 1971 | Piet van den Berg 66' Ton Verschoor 75' |       | 57', 62' Piet de Vries | Stadion: Sportparklaan, Heemstede Toeschouwers: 2.500 |
| 21 maart 1971 |                                         |       |                        | Stadion: Sportparklaan, Heemstede Toeschouwers: 2.500 |
| 21 maart 1971 |                                         |       |                        | Stadion: Sportparklaan, Heemstede Toeschouwers: 2.500 |
|               |                                         |       |                        |                                                       |

## Speelronde 26
|               |                                                         |       |                   |                                              |
| 28 maart 1971 | Hermes DVS                                              | 3 – 1 | RCH               | Stadion: Harga, Schiedam Toeschouwers: 2.000 |
| 28 maart 1971 | Aad van der Stelt 31' Mede Ruis 43' Cees van Kooten 67' |       | 56' Ton Verschoor | Stadion: Harga, Schiedam Toeschouwers: 2.000 |
| 28 maart 1971 |                                                         |       |                   | Stadion: Harga, Schiedam Toeschouwers: 2.000 |
| 28 maart 1971 |                                                         |       |                   | Stadion: Harga, Schiedam Toeschouwers: 2.000 |
|               |                                                         |       |                   |                                              |

|               |                  |       |                                        |                                                       |
| 28 maart 1971 | SC Drente        | 1 – 2 | AGOVV                                  | Stadion: De Planeet, Klazienaveen Toeschouwers: 1.500 |
| 28 maart 1971 | Sjaak Wijker 80' |       | 14' Adrie Steenbergen 52' Arie Beekman | Stadion: De Planeet, Klazienaveen Toeschouwers: 1.500 |
| 28 maart 1971 |                  |       |                                        | Stadion: De Planeet, Klazienaveen Toeschouwers: 1.500 |
| 28 maart 1971 |                  |       |                                        | Stadion: De Planeet, Klazienaveen Toeschouwers: 1.500 |
|               |                  |       |                                        |                                                       |

|               |                                       |       |           |                                                   |
| 28 maart 1971 | Baronie                               | 3 – 0 | Limburgia | Stadion: De Blauwe Kei, Breda Toeschouwers: 1.500 |
| 28 maart 1971 | Dick Hoogmoed 4', 55' Kees Hurckx 49' |       |           | Stadion: De Blauwe Kei, Breda Toeschouwers: 1.500 |
| 28 maart 1971 |                                       |       |           | Stadion: De Blauwe Kei, Breda Toeschouwers: 1.500 |
| 28 maart 1971 |                                       |       |           | Stadion: De Blauwe Kei, Breda Toeschouwers: 1.500 |
|               |                                       |       |           |                                                   |

|               |                 |       |                      |                                                                                |
| 28 maart 1971 | FC VVV          | 1 – 1 | SC Gooiland          | Stadion: De Kraal, Venlo Toeschouwers: 2.500 Scheidsrechter: Piet Schouwenaars |
| 28 maart 1971 | Jan Verbong 74' |       | 30' Gerard Hogenbirk | Stadion: De Kraal, Venlo Toeschouwers: 2.500 Scheidsrechter: Piet Schouwenaars |
| 28 maart 1971 |                 |       |                      | Stadion: De Kraal, Venlo Toeschouwers: 2.500 Scheidsrechter: Piet Schouwenaars |
| 28 maart 1971 |                 |       |                      | Stadion: De Kraal, Venlo Toeschouwers: 2.500 Scheidsrechter: Piet Schouwenaars |
|               |                 |       |                      |                                                                                |

|               |                                  |       |                                   |                                                    |
| 28 maart 1971 | RBC                              | 2 – 2 | EDO                               | Stadion: De Luiten, Roosendaal Toeschouwers: 2.500 |
| 28 maart 1971 | Fred Gillissen 14' Ben Redel 65' |       | 29' Theo Blüm 59' Wim van Polanen | Stadion: De Luiten, Roosendaal Toeschouwers: 2.500 |
| 28 maart 1971 |                                  |       |                                   | Stadion: De Luiten, Roosendaal Toeschouwers: 2.500 |
| 28 maart 1971 |                                  |       |                                   | Stadion: De Luiten, Roosendaal Toeschouwers: 2.500 |
|               |                                  |       |                                   |                                                    |

|               |                   |       |                |                                                  |
| 28 maart 1971 | Roda JC           | 1 – 1 | PEC            | Stadion: Kaalheide, Kerkrade Toeschouwers: 5.000 |
| 28 maart 1971 | Walter Kousen 47' |       | 54' Jan Rorije | Stadion: Kaalheide, Kerkrade Toeschouwers: 5.000 |
| 28 maart 1971 |                   |       |                | Stadion: Kaalheide, Kerkrade Toeschouwers: 5.000 |
| 28 maart 1971 |                   |       |                | Stadion: Kaalheide, Kerkrade Toeschouwers: 5.000 |
|               |                   |       |                |                                                  |

|               |                     |       |     |                                                      |
| 28 maart 1971 | Fortuna Vlaardingen | 0 – 0 | ZFC | Stadion: Floreslaan, Vlaardingen Toeschouwers: 3.000 |
| 28 maart 1971 |                     |       |     | Stadion: Floreslaan, Vlaardingen Toeschouwers: 3.000 |
| 28 maart 1971 |                     |       |     | Stadion: Floreslaan, Vlaardingen Toeschouwers: 3.000 |
| 28 maart 1971 |                     |       |     | Stadion: Floreslaan, Vlaardingen Toeschouwers: 3.000 |
|               |                     |       |     |                                                      |

|               |           |                   |                 |                                                    |
| 28 maart 1971 | Eindhoven | 0 – 1             | De Volewijckers | Stadion: Aalsterweg, Eindhoven Toeschouwers: 6.000 |
| 28 maart 1971 |           | 69' Piet Boogaard |                 | Stadion: Aalsterweg, Eindhoven Toeschouwers: 6.000 |
| 28 maart 1971 |           |                   |                 | Stadion: Aalsterweg, Eindhoven Toeschouwers: 6.000 |
| 28 maart 1971 |           |                   |                 | Stadion: Aalsterweg, Eindhoven Toeschouwers: 6.000 |
|               |           |                   |                 |                                                    |

## Speelronde 27
|              |                  |       |      |                                                             |
| 4 april 1971 | PEC              | 1 – 0 | NOAD | Stadion: Gemeentelijk Sportpark, Zwolle Toeschouwers: 7.500 |
| 4 april 1971 | Ben Hendriks 63' |       |      | Stadion: Gemeentelijk Sportpark, Zwolle Toeschouwers: 7.500 |
| 4 april 1971 |                  |       |      | Stadion: Gemeentelijk Sportpark, Zwolle Toeschouwers: 7.500 |
| 4 april 1971 |                  |       |      | Stadion: Gemeentelijk Sportpark, Zwolle Toeschouwers: 7.500 |
|              |                  |       |      |                                                             |

|               |                     |       |                 |                                              |
| 12 april 1971 | Hermes DVS          | 1 – 1 | De Volewijckers | Stadion: Harga, Schiedam Toeschouwers: 7.000 |
| 12 april 1971 | Ties van Duppen 48' |       | 14' Co Stout    | Stadion: Harga, Schiedam Toeschouwers: 7.000 |
| 12 april 1971 |                     |       |                 | Stadion: Harga, Schiedam Toeschouwers: 7.000 |
| 12 april 1971 |                     |       |                 | Stadion: Harga, Schiedam Toeschouwers: 7.000 |
|               |                     |       |                 |                                              |

|               |                                        |       |             |                                                  |
| 12 april 1971 | Roda JC                                | 2 – 0 | SC Gooiland | Stadion: Kaalheide, Kerkrade Toeschouwers: 3.500 |
| 12 april 1971 | Josef Martinelli 30' Jan Schaekens 90' |       |             | Stadion: Kaalheide, Kerkrade Toeschouwers: 3.500 |
| 12 april 1971 |                                        |       |             | Stadion: Kaalheide, Kerkrade Toeschouwers: 3.500 |
| 12 april 1971 |                                        |       |             | Stadion: Kaalheide, Kerkrade Toeschouwers: 3.500 |
|               |                                        |       |             |                                                  |

|               |                                           |       |                     |                                                      |
| 12 april 1971 | Fortuna Vlaardingen                       | 2 – 1 | EDO                 | Stadion: Floreslaan, Vlaardingen Toeschouwers: 1.000 |
| 12 april 1971 | Piet de Vries 22' (pen.) Jan Baksteen 87' |       | 52' Wim van Polanen | Stadion: Floreslaan, Vlaardingen Toeschouwers: 1.000 |
| 12 april 1971 |                                           |       |                     | Stadion: Floreslaan, Vlaardingen Toeschouwers: 1.000 |
| 12 april 1971 |                                           |       |                     | Stadion: Floreslaan, Vlaardingen Toeschouwers: 1.000 |
|               |                                           |       |                     |                                                      |

|               |                                                                                            |       |                |                                                    |
| 12 april 1971 | Eindhoven                                                                                  | 5 – 1 | Baronie        | Stadion: Aalsterweg, Eindhoven Toeschouwers: 3.500 |
| 12 april 1971 | Gerard Weber 47' Fritske van der Boer 51', 72' Willy Senders 63' (pen.) Govert Kooiman 86' |       | Gerrie Reedijk | Stadion: Aalsterweg, Eindhoven Toeschouwers: 3.500 |
| 12 april 1971 |                                                                                            |       |                | Stadion: Aalsterweg, Eindhoven Toeschouwers: 3.500 |
| 12 april 1971 |                                                                                            |       |                | Stadion: Aalsterweg, Eindhoven Toeschouwers: 3.500 |
|               |                                                                                            |       |                |                                                    |

|               |                 |       |                                 |                                                       |
| 12 april 1971 | SC Drente       | 1 – 2 | ZFC                             | Stadion: De Planeet, Klazienaveen Toeschouwers: 1.500 |
| 12 april 1971 | Roel Brinks 29' |       | 61' Hans Bakker 73' Ruud Muskee | Stadion: De Planeet, Klazienaveen Toeschouwers: 1.500 |
| 12 april 1971 |                 |       |                                 | Stadion: De Planeet, Klazienaveen Toeschouwers: 1.500 |
| 12 april 1971 |                 |       |                                 | Stadion: De Planeet, Klazienaveen Toeschouwers: 1.500 |
|               |                 |       |                                 |                                                       |

|               |                                                                              |       |                                     |                                                                             |
| 12 april 1971 | FC VVV                                                                       | 4 – 3 | RCH                                 | Stadion: De Kraal, Venlo Toeschouwers: 2.500 Scheidsrechter: Tjeerd Elsinga |
| 12 april 1971 | Harrie Heijnen 20' Arie van Eijden 43' (e.d.) Jan Verbong 62' Ves Jacobs 74' |       | 70' Ton Verschoor 80', 82' Ton Smit | Stadion: De Kraal, Venlo Toeschouwers: 2.500 Scheidsrechter: Tjeerd Elsinga |
| 12 april 1971 |                                                                              |       |                                     | Stadion: De Kraal, Venlo Toeschouwers: 2.500 Scheidsrechter: Tjeerd Elsinga |
| 12 april 1971 |                                                                              |       |                                     | Stadion: De Kraal, Venlo Toeschouwers: 2.500 Scheidsrechter: Tjeerd Elsinga |
|               |                                                                              |       |                                     |                                                                             |

|               |                       |       |                  |                                                    |
| 12 april 1971 | RBC                   | 1 – 1 | Limburgia        | Stadion: De Luiten, Roosendaal Toeschouwers: 2.000 |
| 12 april 1971 | Johan van de Boom 18' |       | 89' Piet Hermans | Stadion: De Luiten, Roosendaal Toeschouwers: 2.000 |
| 12 april 1971 |                       |       |                  | Stadion: De Luiten, Roosendaal Toeschouwers: 2.000 |
| 12 april 1971 |                       |       |                  | Stadion: De Luiten, Roosendaal Toeschouwers: 2.000 |
|               |                       |       |                  |                                                    |

## Speelronde 28
|               |                                 |       |           |                                                             |
| 18 april 1971 | PEC                             | 2 – 0 | SC Drente | Stadion: Gemeentelijk Sportpark, Zwolle Toeschouwers: 4.500 |
| 18 april 1971 | Lody Kragt 2' Fons Stoffels 89' |       |           | Stadion: Gemeentelijk Sportpark, Zwolle Toeschouwers: 4.500 |
| 18 april 1971 |                                 |       |           | Stadion: Gemeentelijk Sportpark, Zwolle Toeschouwers: 4.500 |
| 18 april 1971 |                                 |       |           | Stadion: Gemeentelijk Sportpark, Zwolle Toeschouwers: 4.500 |
|               |                                 |       |           |                                                             |

|               |                  |       |            |                                                   |
| 18 april 1971 | ZFC              | 1 – 0 | Hermes DVS | Stadion: Hoornseveld, Zaandam Toeschouwers: 2.000 |
| 18 april 1971 | Dick Helling 64' |       |            | Stadion: Hoornseveld, Zaandam Toeschouwers: 2.000 |
| 18 april 1971 |                  |       |            | Stadion: Hoornseveld, Zaandam Toeschouwers: 2.000 |
| 18 april 1971 |                  |       |            | Stadion: Hoornseveld, Zaandam Toeschouwers: 2.000 |
|               |                  |       |            |                                                   |

|               |                               |       |               |                                                 |
| 18 april 1971 | De Volewijckers               | 2 – 1 | Baronie       | Stadion: Mosveld, Amsterdam Toeschouwers: 5.000 |
| 18 april 1971 | Piet Boogaard 63', 84' (pen.) |       | 15' Ger Saris | Stadion: Mosveld, Amsterdam Toeschouwers: 5.000 |
| 18 april 1971 |                               |       |               | Stadion: Mosveld, Amsterdam Toeschouwers: 5.000 |
| 18 april 1971 |                               |       |               | Stadion: Mosveld, Amsterdam Toeschouwers: 5.000 |
|               |                               |       |               |                                                 |

|               |                    |       |                  |                                                                                  |
| 18 april 1971 | AGOVV              | 1 – 1 | FC VVV           | Stadion: Berg & Bos, Apeldoorn Toeschouwers: 3.500 Scheidsrechter: Siem Wellinga |
| 18 april 1971 | Jacques Wentink 2' |       | 67' Huub Schuurs | Stadion: Berg & Bos, Apeldoorn Toeschouwers: 3.500 Scheidsrechter: Siem Wellinga |
| 18 april 1971 |                    |       |                  | Stadion: Berg & Bos, Apeldoorn Toeschouwers: 3.500 Scheidsrechter: Siem Wellinga |
| 18 april 1971 |                    |       |                  | Stadion: Berg & Bos, Apeldoorn Toeschouwers: 3.500 Scheidsrechter: Siem Wellinga |
|               |                    |       |                  |                                                                                  |

|               |                                                                               |       |                     |                                                       |
| 18 april 1971 | RCH                                                                           | 6 – 1 | RBC                 | Stadion: Sportparklaan, Heemstede Toeschouwers: 1.500 |
| 18 april 1971 | Piet van den Berg 17' Dick Meijer 22' Piet Ranzijn 51', 67' Ton Smit 64', 76' |       | 48' Henk van de Ven | Stadion: Sportparklaan, Heemstede Toeschouwers: 1.500 |
| 18 april 1971 |                                                                               |       |                     | Stadion: Sportparklaan, Heemstede Toeschouwers: 1.500 |
| 18 april 1971 |                                                                               |       |                     | Stadion: Sportparklaan, Heemstede Toeschouwers: 1.500 |
|               |                                                                               |       |                     |                                                       |

|               |      |                                        |         |                                                              |
| 18 april 1971 | NOAD | 0 – 3                                  | Roda JC | Stadion: Gemeentelijk Sportpark, Tilburg Toeschouwers: 1.000 |
| 18 april 1971 |      | 37', 71' John Meuser 61' Jan Schaekens |         | Stadion: Gemeentelijk Sportpark, Tilburg Toeschouwers: 1.000 |
| 18 april 1971 |      |                                        |         | Stadion: Gemeentelijk Sportpark, Tilburg Toeschouwers: 1.000 |
| 18 april 1971 |      |                                        |         | Stadion: Gemeentelijk Sportpark, Tilburg Toeschouwers: 1.000 |
|               |      |                                        |         |                                                              |

|               |                                      |       |                     |                                                                |
| 18 april 1971 | SC Gooiland                          | 2 – 0 | Fortuna Vlaardingen | Stadion: Gemeentelijk Sportpark, Hilversum Toeschouwers: 3.500 |
| 18 april 1971 | Michel Struik 61' Eddy Westbroek 71' |       |                     | Stadion: Gemeentelijk Sportpark, Hilversum Toeschouwers: 3.500 |
| 18 april 1971 |                                      |       |                     | Stadion: Gemeentelijk Sportpark, Hilversum Toeschouwers: 3.500 |
| 18 april 1971 |                                      |       |                     | Stadion: Gemeentelijk Sportpark, Hilversum Toeschouwers: 3.500 |
|               |                                      |       |                     |                                                                |

|               |     |       |           |                                                        |
| 18 april 1971 | EDO | 0 – 0 | Eindhoven | Stadion: Noordersportpark, Haarlem Toeschouwers: 1.500 |
| 18 april 1971 |     |       |           | Stadion: Noordersportpark, Haarlem Toeschouwers: 1.500 |
| 18 april 1971 |     |       |           | Stadion: Noordersportpark, Haarlem Toeschouwers: 1.500 |
| 18 april 1971 |     |       |           | Stadion: Noordersportpark, Haarlem Toeschouwers: 1.500 |
|               |     |       |           |                                                        |

## Speelronde 29
|               |            |                                 |             |                                                                                |
| 25 april 1971 | Hermes DVS | 0 – 2                           | SC Gooiland | Stadion: Harga, Schiedam Toeschouwers: 1.000 Scheidsrechter: Gerrit Berrevoets |
| 25 april 1971 |            | 8' Cees Kick 38' Eddy Westbroek |             | Stadion: Harga, Schiedam Toeschouwers: 1.000 Scheidsrechter: Gerrit Berrevoets |
| 25 april 1971 |            |                                 |             | Stadion: Harga, Schiedam Toeschouwers: 1.000 Scheidsrechter: Gerrit Berrevoets |
| 25 april 1971 |            |                                 |             | Stadion: Harga, Schiedam Toeschouwers: 1.000 Scheidsrechter: Gerrit Berrevoets |
|               |            |                                 |             |                                                                                |

|               |                 |       |                                       |                                                                         |
| 25 april 1971 | FC VVV          | 1 – 2 | PEC                                   | Stadion: De Kraal, Venlo Toeschouwers: 4.000 Scheidsrechter: Jan Keizer |
| 25 april 1971 | Jan Verbong 68' |       | 50' Freek Schutten 85' Pepe Fernandez | Stadion: De Kraal, Venlo Toeschouwers: 4.000 Scheidsrechter: Jan Keizer |
| 25 april 1971 |                 |       |                                       | Stadion: De Kraal, Venlo Toeschouwers: 4.000 Scheidsrechter: Jan Keizer |
| 25 april 1971 |                 |       |                                       | Stadion: De Kraal, Venlo Toeschouwers: 4.000 Scheidsrechter: Jan Keizer |
|               |                 |       |                                       |                                                                         |

|               |     |       |     |                                                                                      |
| 25 april 1971 | RBC | 0 – 0 | ZFC | Stadion: De Luiten, Roosendaal Toeschouwers: 1.000 Scheidsrechter: Piet Schouwenaars |
| 25 april 1971 |     |       |     | Stadion: De Luiten, Roosendaal Toeschouwers: 1.000 Scheidsrechter: Piet Schouwenaars |
| 25 april 1971 |     |       |     | Stadion: De Luiten, Roosendaal Toeschouwers: 1.000 Scheidsrechter: Piet Schouwenaars |
| 25 april 1971 |     |       |     | Stadion: De Luiten, Roosendaal Toeschouwers: 1.000 Scheidsrechter: Piet Schouwenaars |
|               |     |       |     |                                                                                      |

|               |                                  |       |                                       |                                                                           |
| 25 april 1971 | Limburgia                        | 2 – 2 | De Volewijckers                       | Stadion: Venweg, Brunssum Toeschouwers: 1.000 Scheidsrechter: Jan Godding |
| 25 april 1971 | Ties Klinkers 65' Joop Deben 75' |       | 15' Piet Boogaard 31' Pim Waaijenberg | Stadion: Venweg, Brunssum Toeschouwers: 1.000 Scheidsrechter: Jan Godding |
| 25 april 1971 |                                  |       |                                       | Stadion: Venweg, Brunssum Toeschouwers: 1.000 Scheidsrechter: Jan Godding |
| 25 april 1971 |                                  |       |                                       | Stadion: Venweg, Brunssum Toeschouwers: 1.000 Scheidsrechter: Jan Godding |
|               |                                  |       |                                       |                                                                           |

|               |                     |                                        |       |                                                                                 |
| 25 april 1971 | Fortuna Vlaardingen | 0 – 2                                  | AGOVV | Stadion: Floreslaan, Vlaardingen Toeschouwers: 1.000 Scheidsrechter: Van Gastel |
| 25 april 1971 |                     | 20' Arie Beekman 44' Adrie Steenbergen |       | Stadion: Floreslaan, Vlaardingen Toeschouwers: 1.000 Scheidsrechter: Van Gastel |
| 25 april 1971 |                     |                                        |       | Stadion: Floreslaan, Vlaardingen Toeschouwers: 1.000 Scheidsrechter: Van Gastel |
| 25 april 1971 |                     |                                        |       | Stadion: Floreslaan, Vlaardingen Toeschouwers: 1.000 Scheidsrechter: Van Gastel |
|               |                     |                                        |       |                                                                                 |

|               |                          |       |                      |                                                                                     |
| 25 april 1971 | Eindhoven                | 1 – 1 | RCH                  | Stadion: Aalsterweg, Eindhoven Toeschouwers: 3.000 Scheidsrechter: Gerard Klaassens |
| 25 april 1971 | Willy Senders 64' (pen.) |       | 8' Piet van den Berg | Stadion: Aalsterweg, Eindhoven Toeschouwers: 3.000 Scheidsrechter: Gerard Klaassens |
| 25 april 1971 |                          |       |                      | Stadion: Aalsterweg, Eindhoven Toeschouwers: 3.000 Scheidsrechter: Gerard Klaassens |
| 25 april 1971 |                          |       |                      | Stadion: Aalsterweg, Eindhoven Toeschouwers: 3.000 Scheidsrechter: Gerard Klaassens |
|               |                          |       |                      |                                                                                     |

|               |                                  |       |                                          |                                                                                       |
| 25 april 1971 | SC Drente                        | 2 – 2 | NOAD                                     | Stadion: De Planeet, Klazienaveen Toeschouwers: 1.000 Scheidsrechter: Henk van Dijken |
| 25 april 1971 | Wout Bosman 27' Sjaak Wijker 32' |       | 25' Jacques von Ranzow 75' Piet van Dijk | Stadion: De Planeet, Klazienaveen Toeschouwers: 1.000 Scheidsrechter: Henk van Dijken |
| 25 april 1971 |                                  |       |                                          | Stadion: De Planeet, Klazienaveen Toeschouwers: 1.000 Scheidsrechter: Henk van Dijken |
| 25 april 1971 |                                  |       |                                          | Stadion: De Planeet, Klazienaveen Toeschouwers: 1.000 Scheidsrechter: Henk van Dijken |
|               |                                  |       |                                          |                                                                                       |

|               |                   |       |                     |                                                                            |
| 25 april 1971 | Baronie           | 1 – 1 | EDO                 | Stadion: De Blauwe Kei, Breda Toeschouwers: 400 Scheidsrechter: Jan Regtop |
| 25 april 1971 | Cees Heijboer 78' |       | 37' Wim van Polanen | Stadion: De Blauwe Kei, Breda Toeschouwers: 400 Scheidsrechter: Jan Regtop |
| 25 april 1971 |                   |       |                     | Stadion: De Blauwe Kei, Breda Toeschouwers: 400 Scheidsrechter: Jan Regtop |
| 25 april 1971 |                   |       |                     | Stadion: De Blauwe Kei, Breda Toeschouwers: 400 Scheidsrechter: Jan Regtop |
|               |                   |       |                     |                                                                            |

## Speelronde 30
|            |                 |       |        |                                                                                         |
| 2 mei 1971 | NOAD            | 1 – 0 | FC VVV | Stadion: Gemeentelijk Sportpark, Tilburg Toeschouwers: 500 Scheidsrechter: Henk Klopper |
| 2 mei 1971 | Theo Netten 55' |       |        | Stadion: Gemeentelijk Sportpark, Tilburg Toeschouwers: 500 Scheidsrechter: Henk Klopper |
| 2 mei 1971 |                 |       |        | Stadion: Gemeentelijk Sportpark, Tilburg Toeschouwers: 500 Scheidsrechter: Henk Klopper |
| 2 mei 1971 |                 |       |        | Stadion: Gemeentelijk Sportpark, Tilburg Toeschouwers: 500 Scheidsrechter: Henk Klopper |
|            |                 |       |        |                                                                                         |

|            |                          |       |                       |                                                                |
| 2 mei 1971 | SC Gooiland              | 2 – 1 | RBC                   | Stadion: Gemeentelijk Sportpark, Hilversum Toeschouwers: 1.000 |
| 2 mei 1971 | Gerard Hogenbirk 3', 41' |       | 74' Wim van Nijnatten | Stadion: Gemeentelijk Sportpark, Hilversum Toeschouwers: 1.000 |
| 2 mei 1971 |                          |       |                       | Stadion: Gemeentelijk Sportpark, Hilversum Toeschouwers: 1.000 |
| 2 mei 1971 |                          |       |                       | Stadion: Gemeentelijk Sportpark, Hilversum Toeschouwers: 1.000 |
|            |                          |       |                       |                                                                |

|            |     |       |           |                                                      |
| 2 mei 1971 | EDO | 0 – 0 | Limburgia | Stadion: Noordersportpark, Haarlem Toeschouwers: 500 |
| 2 mei 1971 |     |       |           | Stadion: Noordersportpark, Haarlem Toeschouwers: 500 |
| 2 mei 1971 |     |       |           | Stadion: Noordersportpark, Haarlem Toeschouwers: 500 |
| 2 mei 1971 |     |       |           | Stadion: Noordersportpark, Haarlem Toeschouwers: 500 |
|            |     |       |           |                                                      |

|            |                                                         |       |                      |                                                           |
| 2 mei 1971 | PEC                                                     | 4 – 1 | Fortuna Vlaardingen  | Stadion: Gemeentelijk Sportpark, Zwolle Toeschouwers: 600 |
| 2 mei 1971 | Pepe Fernandez 24' Lody Kragt 38' Henk Liotart 58', 65' |       | 61' Aad Reijgersberg | Stadion: Gemeentelijk Sportpark, Zwolle Toeschouwers: 600 |
| 2 mei 1971 |                                                         |       |                      | Stadion: Gemeentelijk Sportpark, Zwolle Toeschouwers: 600 |
| 2 mei 1971 |                                                         |       |                      | Stadion: Gemeentelijk Sportpark, Zwolle Toeschouwers: 600 |
|            |                                                         |       |                      |                                                           |

|            |                   |       |                       |                                                   |
| 2 mei 1971 | ZFC               | 1 – 2 | Eindhoven             | Stadion: Hoornseveld, Zaandam Toeschouwers: 1.500 |
| 2 mei 1971 | Jacques Kleef 72' |       | 43', 44' Gerard Weber | Stadion: Hoornseveld, Zaandam Toeschouwers: 1.500 |
| 2 mei 1971 |                   |       |                       | Stadion: Hoornseveld, Zaandam Toeschouwers: 1.500 |
| 2 mei 1971 |                   |       |                       | Stadion: Hoornseveld, Zaandam Toeschouwers: 1.500 |
|            |                   |       |                       |                                                   |

|            |                                                                    |       |           |                                                  |
| 2 mei 1971 | Roda JC                                                            | 3 – 0 | SC Drente | Stadion: Kaalheide, Kerkrade Toeschouwers: 3.000 |
| 2 mei 1971 | Jan Deswijzen 44' Wim Langenhuizen 72' Josef Martinelli 83' (pen.) |       |           | Stadion: Kaalheide, Kerkrade Toeschouwers: 3.000 |
| 2 mei 1971 |                                                                    |       |           | Stadion: Kaalheide, Kerkrade Toeschouwers: 3.000 |
| 2 mei 1971 |                                                                    |       |           | Stadion: Kaalheide, Kerkrade Toeschouwers: 3.000 |
|            |                                                                    |       |           |                                                  |

|            |                   |       |            |                                                    |
| 2 mei 1971 | AGOVV             | 1 – 0 | Hermes DVS | Stadion: Berg & Bos, Apeldoorn Toeschouwers: 3.500 |
| 2 mei 1971 | Pavle Dolezar 67' |       |            | Stadion: Berg & Bos, Apeldoorn Toeschouwers: 3.500 |
| 2 mei 1971 |                   |       |            | Stadion: Berg & Bos, Apeldoorn Toeschouwers: 3.500 |
| 2 mei 1971 |                   |       |            | Stadion: Berg & Bos, Apeldoorn Toeschouwers: 3.500 |
|            |                   |       |            |                                                    |

|            |                     |       |                   |                                                     |
| 2 mei 1971 | RCH                 | 1 – 1 | Baronie           | Stadion: Sportparklaan, Heemstede Toeschouwers: 100 |
| 2 mei 1971 | Arie van Eijden 44' |       | 30' Dick Hoogmoed | Stadion: Sportparklaan, Heemstede Toeschouwers: 100 |
| 2 mei 1971 |                     |       |                   | Stadion: Sportparklaan, Heemstede Toeschouwers: 100 |
| 2 mei 1971 |                     |       |                   | Stadion: Sportparklaan, Heemstede Toeschouwers: 100 |
|            |                     |       |                   |                                                     |

## Speelronde 31
|            |                     |       |     |                                              |
| 9 mei 1971 | Hermes DVS          | 1 – 0 | PEC | Stadion: Harga, Schiedam Toeschouwers: 2.000 |
| 9 mei 1971 | Cees van Kooten 57' |       |     | Stadion: Harga, Schiedam Toeschouwers: 2.000 |
| 9 mei 1971 |                     |       |     | Stadion: Harga, Schiedam Toeschouwers: 2.000 |
| 9 mei 1971 |                     |       |     | Stadion: Harga, Schiedam Toeschouwers: 2.000 |
|            |                     |       |     |                                              |

|            |                                                           |       |      |                                                      |
| 9 mei 1971 | Fortuna Vlaardingen                                       | 3 – 0 | NOAD | Stadion: Floreslaan, Vlaardingen Toeschouwers: 1.000 |
| 9 mei 1971 | Cees Bouman 30' Piet Teuling 75' Piet de Vries 81' (pen.) |       |      | Stadion: Floreslaan, Vlaardingen Toeschouwers: 1.000 |
| 9 mei 1971 |                                                           |       |      | Stadion: Floreslaan, Vlaardingen Toeschouwers: 1.000 |
| 9 mei 1971 |                                                           |       |      | Stadion: Floreslaan, Vlaardingen Toeschouwers: 1.000 |
|            |                                                           |       |      |                                                      |

|            |                                                                 |       |                                                       |                                                    |
| 9 mei 1971 | Eindhoven                                                       | 4 – 3 | SC Gooiland                                           | Stadion: Aalsterweg, Eindhoven Toeschouwers: 3.000 |
| 9 mei 1971 | Jo Theunissen 35' Willy Senders 50' (pen.) Dom Hakkens 65', 89' |       | 25' Michel Struik 40' Bob Ponsen 80' Gerard Hogenbirk | Stadion: Aalsterweg, Eindhoven Toeschouwers: 3.000 |
| 9 mei 1971 |                                                                 |       |                                                       | Stadion: Aalsterweg, Eindhoven Toeschouwers: 3.000 |
| 9 mei 1971 |                                                                 |       |                                                       | Stadion: Aalsterweg, Eindhoven Toeschouwers: 3.000 |
|            |                                                                 |       |                                                       |                                                    |

|            |                                              |       |     |                                                 |
| 9 mei 1971 | De Volewijckers                              | 2 – 0 | EDO | Stadion: Mosveld, Amsterdam Toeschouwers: 3.000 |
| 9 mei 1971 | Pim Waaijenberg 39' Piet Boogaard 63' (pen.) |       |     | Stadion: Mosveld, Amsterdam Toeschouwers: 3.000 |
| 9 mei 1971 |                                              |       |     | Stadion: Mosveld, Amsterdam Toeschouwers: 3.000 |
| 9 mei 1971 |                                              |       |     | Stadion: Mosveld, Amsterdam Toeschouwers: 3.000 |
|            |                                              |       |     |                                                 |

|            |         |                      |     |                                                   |
| 9 mei 1971 | Baronie | 0 – 1                | ZFC | Stadion: De Blauwe Kei, Breda Toeschouwers: 1.000 |
| 9 mei 1971 |         | 63' Hans van Eikeren |     | Stadion: De Blauwe Kei, Breda Toeschouwers: 1.000 |
| 9 mei 1971 |         |                      |     | Stadion: De Blauwe Kei, Breda Toeschouwers: 1.000 |
| 9 mei 1971 |         |                      |     | Stadion: De Blauwe Kei, Breda Toeschouwers: 1.000 |
|            |         |                      |     |                                                   |

|            |                           |       |                   |                                                                               |
| 9 mei 1971 | FC VVV                    | 1 – 1 | Roda JC           | Stadion: De Kraal, Venlo Toeschouwers: 3.000 Scheidsrechter: Gerrit Schuurman |
| 9 mei 1971 | Harrie Heijnen 30' (pen.) |       | 45' Jan Deswijzen | Stadion: De Kraal, Venlo Toeschouwers: 3.000 Scheidsrechter: Gerrit Schuurman |
| 9 mei 1971 |                           |       |                   | Stadion: De Kraal, Venlo Toeschouwers: 3.000 Scheidsrechter: Gerrit Schuurman |
| 9 mei 1971 |                           |       |                   | Stadion: De Kraal, Venlo Toeschouwers: 3.000 Scheidsrechter: Gerrit Schuurman |
|            |                           |       |                   |                                                                               |

|            |                                         |       |       |                                                    |
| 9 mei 1971 | RBC                                     | 2 – 0 | AGOVV | Stadion: De Luiten, Roosendaal Toeschouwers: 2.500 |
| 9 mei 1971 | Ben Redel 71' Pierre van Hal 77' (pen.) |       |       | Stadion: De Luiten, Roosendaal Toeschouwers: 2.500 |
| 9 mei 1971 |                                         |       |       | Stadion: De Luiten, Roosendaal Toeschouwers: 2.500 |
| 9 mei 1971 |                                         |       |       | Stadion: De Luiten, Roosendaal Toeschouwers: 2.500 |
|            |                                         |       |       |                                                    |

|            |           |       |     |                                               |
| 9 mei 1971 | Limburgia | 0 – 0 | RCH | Stadion: Venweg, Brunssum Toeschouwers: 3.000 |
| 9 mei 1971 |           |       |     | Stadion: Venweg, Brunssum Toeschouwers: 3.000 |
| 9 mei 1971 |           |       |     | Stadion: Venweg, Brunssum Toeschouwers: 3.000 |
| 9 mei 1971 |           |       |     | Stadion: Venweg, Brunssum Toeschouwers: 3.000 |
|            |           |       |     |                                               |

## Speelronde 32
|             |                  |       |                     |                                                                                  |
| 16 mei 1971 | Roda JC          | 1 – 0 | Fortuna Vlaardingen | Stadion: Kaalheide, Kerkrade Toeschouwers: 2.000 Scheidsrechter: Henk van Dijken |
| 16 mei 1971 | Willy Brassé 73' |       |                     | Stadion: Kaalheide, Kerkrade Toeschouwers: 2.000 Scheidsrechter: Henk van Dijken |
| 16 mei 1971 |                  |       |                     | Stadion: Kaalheide, Kerkrade Toeschouwers: 2.000 Scheidsrechter: Henk van Dijken |
| 16 mei 1971 |                  |       |                     | Stadion: Kaalheide, Kerkrade Toeschouwers: 2.000 Scheidsrechter: Henk van Dijken |
|             |                  |       |                     |                                                                                  |

|             |                      |       |           |                                                                                 |
| 16 mei 1971 | AGOVV                | 1 – 0 | Eindhoven | Stadion: Berg & Bos, Apeldoorn Toeschouwers: 1.500 Scheidsrechter: Henk Weerink |
| 16 mei 1971 | Bernard de Goede 42' |       |           | Stadion: Berg & Bos, Apeldoorn Toeschouwers: 1.500 Scheidsrechter: Henk Weerink |
| 16 mei 1971 |                      |       |           | Stadion: Berg & Bos, Apeldoorn Toeschouwers: 1.500 Scheidsrechter: Henk Weerink |
| 16 mei 1971 |                      |       |           | Stadion: Berg & Bos, Apeldoorn Toeschouwers: 1.500 Scheidsrechter: Henk Weerink |
|             |                      |       |           |                                                                                 |

|             |                 |       |                                       |                                                                                       |
| 16 mei 1971 | RCH             | 1 – 2 | De Volewijckers                       | Stadion: Sportparklaan, Heemstede Toeschouwers: 1.000 Scheidsrechter: Janus Aalbrecht |
| 16 mei 1971 | Chris Croes 47' |       | 22' Pim Waaijenberg 37' Piet Boogaard | Stadion: Sportparklaan, Heemstede Toeschouwers: 1.000 Scheidsrechter: Janus Aalbrecht |
| 16 mei 1971 |                 |       |                                       | Stadion: Sportparklaan, Heemstede Toeschouwers: 1.000 Scheidsrechter: Janus Aalbrecht |
| 16 mei 1971 |                 |       |                                       | Stadion: Sportparklaan, Heemstede Toeschouwers: 1.000 Scheidsrechter: Janus Aalbrecht |
|             |                 |       |                                       |                                                                                       |

|             |                                      |       |                     |                                                                                             |
| 16 mei 1971 | NOAD                                 | 3 – 1 | Hermes DVS          | Stadion: Gemeentelijk Sportpark, Tilburg Toeschouwers: 500 Scheidsrechter: Gerard Klaassens |
| 16 mei 1971 | Ad de Beer 20', 85' Jan Hendriks 35' |       | 50' Cees van Kooten | Stadion: Gemeentelijk Sportpark, Tilburg Toeschouwers: 500 Scheidsrechter: Gerard Klaassens |
| 16 mei 1971 |                                      |       |                     | Stadion: Gemeentelijk Sportpark, Tilburg Toeschouwers: 500 Scheidsrechter: Gerard Klaassens |
| 16 mei 1971 |                                      |       |                     | Stadion: Gemeentelijk Sportpark, Tilburg Toeschouwers: 500 Scheidsrechter: Gerard Klaassens |
|             |                                      |       |                     |                                                                                             |

|             |                                                    |       |         |                                                                                              |
| 16 mei 1971 | SC Gooiland                                        | 3 – 0 | Baronie | Stadion: Gemeentelijk Sportpark, Hilversum Toeschouwers: 1.500 Scheidsrechter: Gerard Jonker |
| 16 mei 1971 | Gerard Hogenbirk 37' Bob Ponsen 68' Rob Jansen 88' |       |         | Stadion: Gemeentelijk Sportpark, Hilversum Toeschouwers: 1.500 Scheidsrechter: Gerard Jonker |
| 16 mei 1971 |                                                    |       |         | Stadion: Gemeentelijk Sportpark, Hilversum Toeschouwers: 1.500 Scheidsrechter: Gerard Jonker |
| 16 mei 1971 |                                                    |       |         | Stadion: Gemeentelijk Sportpark, Hilversum Toeschouwers: 1.500 Scheidsrechter: Gerard Jonker |
|             |                                                    |       |         |                                                                                              |

|             |           |                       |        |                                                                                |
| 16 mei 1971 | SC Drente | 0 – 2                 | FC VVV | Stadion: De Planeet, Klazienaveen Toeschouwers: 750 Scheidsrechter: Jan Regtop |
| 16 mei 1971 |           | 60', 85' Don Burhenne |        | Stadion: De Planeet, Klazienaveen Toeschouwers: 750 Scheidsrechter: Jan Regtop |
| 16 mei 1971 |           |                       |        | Stadion: De Planeet, Klazienaveen Toeschouwers: 750 Scheidsrechter: Jan Regtop |
| 16 mei 1971 |           |                       |        | Stadion: De Planeet, Klazienaveen Toeschouwers: 750 Scheidsrechter: Jan Regtop |
|             |           |                       |        |                                                                                |

|             |                    |       |                    |                                                                                           |
| 16 mei 1971 | PEC                | 1 – 1 | RBC                | Stadion: Gemeentelijk Sportpark, Zwolle Toeschouwers: 5.500 Scheidsrechter: Cees de Bruin |
| 16 mei 1971 | Pepe Fernandez 77' |       | 84' Fred Gillissen | Stadion: Gemeentelijk Sportpark, Zwolle Toeschouwers: 5.500 Scheidsrechter: Cees de Bruin |
| 16 mei 1971 |                    |       |                    | Stadion: Gemeentelijk Sportpark, Zwolle Toeschouwers: 5.500 Scheidsrechter: Cees de Bruin |
| 16 mei 1971 |                    |       |                    | Stadion: Gemeentelijk Sportpark, Zwolle Toeschouwers: 5.500 Scheidsrechter: Cees de Bruin |
|             |                    |       |                    |                                                                                           |

|             |                       |       |            |                                                                                 |
| 16 mei 1971 | ZFC                   | 2 – 1 | Limburgia  | Stadion: Hoornseveld, Zaandam Toeschouwers: 1.200 Scheidsrechter: Frans Vermeij |
| 16 mei 1971 | Dick Helling 12', 29' |       | 27' Jo Nix | Stadion: Hoornseveld, Zaandam Toeschouwers: 1.200 Scheidsrechter: Frans Vermeij |
| 16 mei 1971 |                       |       |            | Stadion: Hoornseveld, Zaandam Toeschouwers: 1.200 Scheidsrechter: Frans Vermeij |
| 16 mei 1971 |                       |       |            | Stadion: Hoornseveld, Zaandam Toeschouwers: 1.200 Scheidsrechter: Frans Vermeij |
|             |                       |       |            |                                                                                 |

## Speelronde 33
|             |                 |       |                   |                                              |
| 23 mei 1971 | Hermes DVS      | 1 – 1 | Roda JC           | Stadion: Harga, Schiedam Toeschouwers: 1.000 |
| 23 mei 1971 | Sije Visser 51' |       | 24' Jan Deswijzen | Stadion: Harga, Schiedam Toeschouwers: 1.000 |
| 23 mei 1971 |                 |       |                   | Stadion: Harga, Schiedam Toeschouwers: 1.000 |
| 23 mei 1971 |                 |       |                   | Stadion: Harga, Schiedam Toeschouwers: 1.000 |
|             |                 |       |                   |                                              |

|             |            |       |                                                                |                                                 |
| 23 mei 1971 | Baronie    | 1 – 4 | AGOVV                                                          | Stadion: De Blauwe Kei, Breda Toeschouwers: 500 |
| 23 mei 1971 | Ed Hop 83' |       | 6', 75' Jacques Wentink 12' Arie Beekman 18' Adrie Steenbergen | Stadion: De Blauwe Kei, Breda Toeschouwers: 500 |
| 23 mei 1971 |            |       |                                                                | Stadion: De Blauwe Kei, Breda Toeschouwers: 500 |
| 23 mei 1971 |            |       |                                                                | Stadion: De Blauwe Kei, Breda Toeschouwers: 500 |
|             |            |       |                                                                |                                                 |

|             |                          |       |                |                                                        |
| 23 mei 1971 | EDO                      | 1 – 1 | RCH            | Stadion: Noordersportpark, Haarlem Toeschouwers: 1.600 |
| 23 mei 1971 | Herman Kamoen 25' (pen.) |       | 89' Jan Stoute | Stadion: Noordersportpark, Haarlem Toeschouwers: 1.600 |
| 23 mei 1971 |                          |       |                | Stadion: Noordersportpark, Haarlem Toeschouwers: 1.600 |
| 23 mei 1971 |                          |       |                | Stadion: Noordersportpark, Haarlem Toeschouwers: 1.600 |
|             |                          |       |                |                                                        |

|             |                                    |       |                                                  |                                                    |
| 23 mei 1971 | RBC                                | 2 – 2 | NOAD                                             | Stadion: De Luiten, Roosendaal Toeschouwers: 3.500 |
| 23 mei 1971 | Robert Hopstaken 44' Ben Redel 75' |       | 61' (e.d.) Robert Hopstaken 77' Henry Scheutjens | Stadion: De Luiten, Roosendaal Toeschouwers: 3.500 |
| 23 mei 1971 |                                    |       |                                                  | Stadion: De Luiten, Roosendaal Toeschouwers: 3.500 |
| 23 mei 1971 |                                    |       |                                                  | Stadion: De Luiten, Roosendaal Toeschouwers: 3.500 |
|             |                                    |       |                                                  |                                                    |

|             |           |                                                      |             |                                             |
| 23 mei 1971 | Limburgia | 0 – 3                                                | SC Gooiland | Stadion: Venweg, Brunssum Toeschouwers: 400 |
| 23 mei 1971 |           | 2' Michel Struik 28' Bob Ponsen 47' Gerard Hogenbirk |             | Stadion: Venweg, Brunssum Toeschouwers: 400 |
| 23 mei 1971 |           |                                                      |             | Stadion: Venweg, Brunssum Toeschouwers: 400 |
| 23 mei 1971 |           |                                                      |             | Stadion: Venweg, Brunssum Toeschouwers: 400 |
|             |           |                                                      |             |                                             |

|             |                                     |       |                             |                                                    |
| 23 mei 1971 | Fortuna Vlaardingen                 | 3 – 2 | SC Drente                   | Stadion: Floreslaan, Vlaardingen Toeschouwers: 300 |
| 23 mei 1971 | Jan Bouman 28', 55' Cees Bouman 61' |       | 52', 83' (pen.) Wout Bosman | Stadion: Floreslaan, Vlaardingen Toeschouwers: 300 |
| 23 mei 1971 |                                     |       |                             | Stadion: Floreslaan, Vlaardingen Toeschouwers: 300 |
| 23 mei 1971 |                                     |       |                             | Stadion: Floreslaan, Vlaardingen Toeschouwers: 300 |
|             |                                     |       |                             |                                                    |

|             |                                          |       |                                      |                                                    |
| 23 mei 1971 | Eindhoven                                | 3 – 2 | PEC                                  | Stadion: Aalsterweg, Eindhoven Toeschouwers: 7.000 |
| 23 mei 1971 | Dom Hakkens 22', 76' Hendrik Schalks 33' |       | 15' Pepe Fernandez 61' Fons Stoffels | Stadion: Aalsterweg, Eindhoven Toeschouwers: 7.000 |
| 23 mei 1971 |                                          |       |                                      | Stadion: Aalsterweg, Eindhoven Toeschouwers: 7.000 |
| 23 mei 1971 |                                          |       |                                      | Stadion: Aalsterweg, Eindhoven Toeschouwers: 7.000 |
|             |                                          |       |                                      |                                                    |

|             |                                          |       |                  |                                                 |
| 23 mei 1971 | De Volewijckers                          | 2 – 1 | ZFC              | Stadion: Mosveld, Amsterdam Toeschouwers: 5.000 |
| 23 mei 1971 | Piet Boogaard 45' Ruud Muskee 64' (e.d.) |       | 27' Dick Helling | Stadion: Mosveld, Amsterdam Toeschouwers: 5.000 |
| 23 mei 1971 |                                          |       |                  | Stadion: Mosveld, Amsterdam Toeschouwers: 5.000 |
| 23 mei 1971 |                                          |       |                  | Stadion: Mosveld, Amsterdam Toeschouwers: 5.000 |
|             |                                          |       |                  |                                                 |

## Speelronde 34
|             |                                                                    |       |                   |                                                                                           |
| 29 mei 1971 | PEC                                                                | 4 – 1 | Baronie           | Stadion: Gemeentelijk Sportpark, Zwolle Toeschouwers: 4.000 Scheidsrechter: Siem Wellinga |
| 29 mei 1971 | Lody Kragt 16' Fons Stoffels 32' Freek Schutten 44' Jan Rorije 47' |       | 60' Dick Hoogmoed | Stadion: Gemeentelijk Sportpark, Zwolle Toeschouwers: 4.000 Scheidsrechter: Siem Wellinga |
| 29 mei 1971 |                                                                    |       |                   | Stadion: Gemeentelijk Sportpark, Zwolle Toeschouwers: 4.000 Scheidsrechter: Siem Wellinga |
| 29 mei 1971 |                                                                    |       |                   | Stadion: Gemeentelijk Sportpark, Zwolle Toeschouwers: 4.000 Scheidsrechter: Siem Wellinga |
|             |                                                                    |       |                   |                                                                                           |

|             |           |                                           |            |                                                                                      |
| 31 mei 1971 | SC Drente | 0 – 2                                     | Hermes DVS | Stadion: De Planeet, Klazienaveen Toeschouwers: 3.500 Scheidsrechter: Tjeerd Elsinga |
| 31 mei 1971 |           | 35' Aad van der Voort 86' Cees van Kooten |            | Stadion: De Planeet, Klazienaveen Toeschouwers: 3.500 Scheidsrechter: Tjeerd Elsinga |
| 31 mei 1971 |           |                                           |            | Stadion: De Planeet, Klazienaveen Toeschouwers: 3.500 Scheidsrechter: Tjeerd Elsinga |
| 31 mei 1971 |           |                                           |            | Stadion: De Planeet, Klazienaveen Toeschouwers: 3.500 Scheidsrechter: Tjeerd Elsinga |
|             |           |                                           |            |                                                                                      |

|             |                                                  |       |                 |                                                                                |
| 31 mei 1971 | ZFC                                              | 4 – 1 | EDO             | Stadion: Hoornseveld, Zaandam Toeschouwers: 1.000 Scheidsrechter: Krijn de Vos |
| 31 mei 1971 | Hans Bakker 37', 46' Dick Helling 63' (pen.), –' |       | Wim van Polanen | Stadion: Hoornseveld, Zaandam Toeschouwers: 1.000 Scheidsrechter: Krijn de Vos |
| 31 mei 1971 |                                                  |       |                 | Stadion: Hoornseveld, Zaandam Toeschouwers: 1.000 Scheidsrechter: Krijn de Vos |
| 31 mei 1971 |                                                  |       |                 | Stadion: Hoornseveld, Zaandam Toeschouwers: 1.000 Scheidsrechter: Krijn de Vos |
|             |                                                  |       |                 |                                                                                |

|             |                  |       |     |                                                                                   |
| 31 mei 1971 | Roda JC          | 1 – 0 | RBC | Stadion: Kaalheide, Kerkrade Toeschouwers: 2.000 Scheidsrechter: Gerard Klaassens |
| 31 mei 1971 | Willy Brassé 79' |       |     | Stadion: Kaalheide, Kerkrade Toeschouwers: 2.000 Scheidsrechter: Gerard Klaassens |
| 31 mei 1971 |                  |       |     | Stadion: Kaalheide, Kerkrade Toeschouwers: 2.000 Scheidsrechter: Gerard Klaassens |
| 31 mei 1971 |                  |       |     | Stadion: Kaalheide, Kerkrade Toeschouwers: 2.000 Scheidsrechter: Gerard Klaassens |
|             |                  |       |     |                                                                                   |

|             |                                      |       |                                   |                                                                                     |
| 31 mei 1971 | AGOVV                                | 2 – 2 | Limburgia                         | Stadion: Berg & Bos, Apeldoorn Toeschouwers: 2.500 Scheidsrechter: Gerrit Schuurman |
| 31 mei 1971 | Arie Beekman 30' Jacques Wentink 54' |       | 61' Gène Gerards 75' Jacques Maas | Stadion: Berg & Bos, Apeldoorn Toeschouwers: 2.500 Scheidsrechter: Gerrit Schuurman |
| 31 mei 1971 |                                      |       |                                   | Stadion: Berg & Bos, Apeldoorn Toeschouwers: 2.500 Scheidsrechter: Gerrit Schuurman |
| 31 mei 1971 |                                      |       |                                   | Stadion: Berg & Bos, Apeldoorn Toeschouwers: 2.500 Scheidsrechter: Gerrit Schuurman |
|             |                                      |       |                                   |                                                                                     |

|             |        |                                               |                     |                                                                                |
| 31 mei 1971 | FC VVV | 0 – 2                                         | Fortuna Vlaardingen | Stadion: De Kraal, Venlo Toeschouwers: 1.500 Scheidsrechter: Piet Schouwenaars |
| 31 mei 1971 |        | 43' Aad Reijgersberg 60' (pen.) Piet de Vries |                     | Stadion: De Kraal, Venlo Toeschouwers: 1.500 Scheidsrechter: Piet Schouwenaars |
| 31 mei 1971 |        |                                               |                     | Stadion: De Kraal, Venlo Toeschouwers: 1.500 Scheidsrechter: Piet Schouwenaars |
| 31 mei 1971 |        |                                               |                     | Stadion: De Kraal, Venlo Toeschouwers: 1.500 Scheidsrechter: Piet Schouwenaars |
|             |        |                                               |                     |                                                                                |

|             |                   |       |                                 |                                                                                           |
| 31 mei 1971 | NOAD              | 1 – 2 | Eindhoven                       | Stadion: Gemeentelijk Sportpark, Tilburg Toeschouwers: 3.000 Scheidsrechter: Henk Geurens |
| 31 mei 1971 | Piet van Dijk 20' |       | 2' Joop Oomens 65' Rudi Slegers | Stadion: Gemeentelijk Sportpark, Tilburg Toeschouwers: 3.000 Scheidsrechter: Henk Geurens |
| 31 mei 1971 |                   |       |                                 | Stadion: Gemeentelijk Sportpark, Tilburg Toeschouwers: 3.000 Scheidsrechter: Henk Geurens |
| 31 mei 1971 |                   |       |                                 | Stadion: Gemeentelijk Sportpark, Tilburg Toeschouwers: 3.000 Scheidsrechter: Henk Geurens |
|             |                   |       |                                 |                                                                                           |

|             |                   |       |                       |                                                                                              |
| 31 mei 1971 | SC Gooiland       | 1 – 2 | De Volewijckers       | Stadion: Gemeentelijk Sportpark, Hilversum Toeschouwers: 3.000 Scheidsrechter: Cees de Bruin |
| 31 mei 1971 | Michel Struik 36' |       | 50', 67' Tonny Coster | Stadion: Gemeentelijk Sportpark, Hilversum Toeschouwers: 3.000 Scheidsrechter: Cees de Bruin |
| 31 mei 1971 |                   |       |                       | Stadion: Gemeentelijk Sportpark, Hilversum Toeschouwers: 3.000 Scheidsrechter: Cees de Bruin |
| 31 mei 1971 |                   |       |                       | Stadion: Gemeentelijk Sportpark, Hilversum Toeschouwers: 3.000 Scheidsrechter: Cees de Bruin |
|             |                   |       |                       |                                                                                              |

## Speelronde 35
|             |                      |       |             |                               |
| 25 mei 1971 | Baronie              | 2 – 1 | NOAD        | Stadion: De Blauwe Kei, Breda |
| 25 mei 1971 | Ad Brekelmans Ed Hop |       | Paul Merckx | Stadion: De Blauwe Kei, Breda |
| 25 mei 1971 |                      |       |             | Stadion: De Blauwe Kei, Breda |
| 25 mei 1971 |                      |       |             | Stadion: De Blauwe Kei, Breda |
|             |                      |       |             |                               |

|             |                                                          |       |                         |                                                                         |
| 6 juni 1971 | Hermes DVS                                               | 4 – 1 | FC VVV                  | Stadion: Harga, Schiedam Toeschouwers: 900 Scheidsrechter: Henk Klopper |
| 6 juni 1971 | Wim van Baarle 8' Mede Ruis 28' Cees van Kooten 77', 82' |       | 60' (pen.) Don Burhenne | Stadion: Harga, Schiedam Toeschouwers: 900 Scheidsrechter: Henk Klopper |
| 6 juni 1971 |                                                          |       |                         | Stadion: Harga, Schiedam Toeschouwers: 900 Scheidsrechter: Henk Klopper |
| 6 juni 1971 |                                                          |       |                         | Stadion: Harga, Schiedam Toeschouwers: 900 Scheidsrechter: Henk Klopper |
|             |                                                          |       |                         |                                                                         |

|             |                       |       |                                    |                                                                               |
| 6 juni 1971 | Limburgia             | 2 – 2 | PEC                                | Stadion: Venweg, Brunssum Toeschouwers: 750 Scheidsrechter: Gerrit Berrevoets |
| 6 juni 1971 | Willy Coolen 61', 69' |       | 64' Fons Stoffels 84' Ben Hendriks | Stadion: Venweg, Brunssum Toeschouwers: 750 Scheidsrechter: Gerrit Berrevoets |
| 6 juni 1971 |                       |       |                                    | Stadion: Venweg, Brunssum Toeschouwers: 750 Scheidsrechter: Gerrit Berrevoets |
| 6 juni 1971 |                       |       |                                    | Stadion: Venweg, Brunssum Toeschouwers: 750 Scheidsrechter: Gerrit Berrevoets |
|             |                       |       |                                    |                                                                               |

|             |                                                  |       |                    |                                                                                 |
| 6 juni 1971 | RBC                                              | 3 – 1 | SC Drente          | Stadion: De Luiten, Roosendaal Toeschouwers: 3.000 Scheidsrechter: Krijn de Vos |
| 6 juni 1971 | Fred Gillissen 5' Ben Redel 57' Frie Nouwens 83' |       | 55' Henk de Groote | Stadion: De Luiten, Roosendaal Toeschouwers: 3.000 Scheidsrechter: Krijn de Vos |
| 6 juni 1971 |                                                  |       |                    | Stadion: De Luiten, Roosendaal Toeschouwers: 3.000 Scheidsrechter: Krijn de Vos |
| 6 juni 1971 |                                                  |       |                    | Stadion: De Luiten, Roosendaal Toeschouwers: 3.000 Scheidsrechter: Krijn de Vos |
|             |                                                  |       |                    |                                                                                 |

|             |                                       |       |       |                                                                                |
| 6 juni 1971 | De Volewijckers                       | 3 – 0 | AGOVV | Stadion: Mosveld, Amsterdam Toeschouwers: 6.000 Scheidsrechter: Tjeerd Elsinga |
| 6 juni 1971 | Co Stout 11' Pim Waaijenberg 56', 70' |       |       | Stadion: Mosveld, Amsterdam Toeschouwers: 6.000 Scheidsrechter: Tjeerd Elsinga |
| 6 juni 1971 |                                       |       |       | Stadion: Mosveld, Amsterdam Toeschouwers: 6.000 Scheidsrechter: Tjeerd Elsinga |
| 6 juni 1971 |                                       |       |       | Stadion: Mosveld, Amsterdam Toeschouwers: 6.000 Scheidsrechter: Tjeerd Elsinga |
|             |                                       |       |       |                                                                                |

|             |                                  |       |         |                                                                                  |
| 6 juni 1971 | Eindhoven                        | 2 – 0 | Roda JC | Stadion: Aalsterweg, Eindhoven Toeschouwers: 3.500 Scheidsrechter: Joop Vervoort |
| 6 juni 1971 | Gerard Weber 33' Dom Hakkens 48' |       |         | Stadion: Aalsterweg, Eindhoven Toeschouwers: 3.500 Scheidsrechter: Joop Vervoort |
| 6 juni 1971 |                                  |       |         | Stadion: Aalsterweg, Eindhoven Toeschouwers: 3.500 Scheidsrechter: Joop Vervoort |
| 6 juni 1971 |                                  |       |         | Stadion: Aalsterweg, Eindhoven Toeschouwers: 3.500 Scheidsrechter: Joop Vervoort |
|             |                                  |       |         |                                                                                  |

|             |                |       |                         |                                                                                     |
| 6 juni 1971 | EDO            | 1 – 1 | SC Gooiland             | Stadion: Noordersportpark, Haarlem Toeschouwers: 3.000 Scheidsrechter: Joop Mulders |
| 6 juni 1971 | Ferry Kock 20' |       | 81' (e.d.) Ton Breeuwer | Stadion: Noordersportpark, Haarlem Toeschouwers: 3.000 Scheidsrechter: Joop Mulders |
| 6 juni 1971 |                |       |                         | Stadion: Noordersportpark, Haarlem Toeschouwers: 3.000 Scheidsrechter: Joop Mulders |
| 6 juni 1971 |                |       |                         | Stadion: Noordersportpark, Haarlem Toeschouwers: 3.000 Scheidsrechter: Joop Mulders |
|             |                |       |                         |                                                                                     |

## Voetnoten
AGOVV · Baronie · SC Drente · EDO · Eindhoven · Fortuna · Gooiland · Hermes DVS · Limburgia · NOAD · PEC · RBC · RCH · Roda JC · De Volewijckers · FC VVV · ZFC